# エドワード7世 (イギリス王)
エドワード7世（英語: Edward VII、全名：アルバート・エドワード（英語: Albert Edward）、1841年11月9日 - 1910年5月6日）は、サクス＝コバーグ・アンド・ゴータ朝の初代イギリス国王、インド皇帝（在位：1901年1月22日 - 1910年5月6日）。
母であるヴィクトリア女王の在位が長期にわたったため、チャールズ3世に次いで長くプリンス・オブ・ウェールズ（皇太子）の立場にあった。
在位は1901年から1910年までの10年足らずであったが、その治世は「エドワード朝（Edwardian era）」と呼ばれる。在位中は1905年まで保守党（ソールズベリー侯爵とバルフォア）、その後は自由党（キャンベル＝バナマンとアスキス）が政権を担当した。彼の治世下に日英同盟、英仏協商、英露協商が締結され、日本・フランス・ロシアとの関係が強化されたため、「ピースメーカー」と呼ばれた。
王妃はデンマーク国王クリスチャン9世の娘アレクサンドラ（愛称アリックス）。

## 概要
1841年11月9日、ヴィクトリア女王とその王配アルバート公子の第2子（長男）として生まれる。同年12月4日にプリンス・オブ・ウェールズ（皇太子）の称号を得る。1842年1月25日に洗礼を受け、「アルバート・エドワード」と名付けられた。「バーティ」と愛称された（→生誕）。
幼少期・少年期は母と父の厳格な教育方針のもと家庭教育で育てられた。1852年にはベルギー、1855年にはフランスを訪問した。1859年1月から5月にかけてはイタリアに留学した（→幼年・少年期）。
同年10月にオックスフォード大学に入学（イギリス歴代国王で初めての大学入学）。在学中の1860年7月から11月まで英領カナダやアメリカ合衆国各地を歴訪した。1861年夏に陸軍に入隊。同年10月にはケンブリッジ大学へ転校した。不良行為が多く、11月には父アルバートが体調が悪いのを押してケンブリッジを訪問し、説教された。これが原因でアルバートは体調を悪化させ、12月に崩じた。以降女王はバーティを疎むようになり、公務から遠ざけるようになった（→大学時代）。
1863年3月にデンマーク王女アレクサンドラ（愛称アリックス。デンマーク国王クリスチャン9世の娘）と結婚。1864年に妻の母国デンマークとプロイセン・オーストリアの間に第二次シュレースヴィヒ＝ホルシュタイン戦争が勃発し、彼はデンマークを助けようと同戦争の仲裁のための国際会議ロンドン会議開催を後援したが、同会議は失敗に終わり、結局デンマークはシュレースヴィヒとホルシュタインを失った。これをきっかけにバーティ夫妻は反プロイセン派になった（→結婚とデンマーク戦争）。
1866年11月、ロシア皇子アレクサンドル（後のアレクサンドル3世）とデンマーク王女マリー・ダウマー（愛称ミニー）の結婚式に出席するため訪露。さらに1867年6月のパリ万国博覧会に際してロシア皇帝にガーター勲章を授与することに尽力し、ロシア皇室との親善を図った（→ロシアとの関係修復）。1869年1月からはエジプト、トルコ、ギリシャの三か国を訪問した（→エジプト・トルコ・ギリシャ歴訪）。
同年のサー・チャールズ・モーダント准男爵の離婚訴訟をめぐって証人として出廷する事態になり、世間から皇太子としての資質を疑われた。女王がアルバート崩御後に引きこもったこともあって、王室人気は危機に瀕した（→モーダント離婚訴訟事件）。しかし1871年11月から12月にかけて腸チフスを患って命の危機に瀕したところ、劇的に回復したことで人気を回復した（→腸チフスからの回復）。
回復後は宥和的になり、特定の国や人物に敵意を向けることが減り、王族らしくなった。1873年5月のウィーン万国博覧会を支援し、同地で会見したドイツ皇帝・プロイセン王ヴィルヘルム1世と親睦を深めた（→ウィーン万国博覧会への協力）。1874年1月には長弟アルフレッド王子とロシア皇女マリアの結婚式出席のため訪露し、ロシア皇室との友好を深めた（→弟とロシア皇女の結婚をめぐって）。1875年11月から1876年3月にかけて英領インド帝国を訪問し、女王の名代としてインド藩王たちにインドの星勲章を与えることでインド支配層の懐柔に努めた（→英領インド公式訪問）。1878年5月のパリ万国博覧会にも協力し、英仏友好にも尽力した（→パリ万国博覧会への協力）。1881年3月にロシア皇帝アレクサンドル2世が暗殺されるとその葬儀に出席するとともに新皇帝アレクサンドル3世にガーター勲章を贈った（→ロシア皇帝暗殺をめぐって）。ドイツにも頻繁に訪問し、ドイツ皇室との友好に努めたが、1888年10月にはオーストリアでドイツ皇帝ヴィルヘルム2世と揉める事件があった（→ドイツとの友好目指して）。
1891年初頭にはロイヤル・バカラ・スキャンダルをめぐって訴えられ、再び法廷に立つことになり、皇太子批判が高まった（→ロイヤル・バカラ・スキャンダル）。1892年1月には長男クラレンス公アルバート・エドワード（愛称エディ）が薨去。以降は次男のヨーク公ジョージ（後のジョージ5世）が彼の後継者となった（→長男エディの薨去）。
1901年1月22日に母ヴィクトリア女王が崩御し、59歳でイギリス国王に即位。王名を「エドワード7世」に定め、王朝名をサクス＝コバーグ・アンド・ゴータ朝に変更した（→即位）。1902年8月9日にウェストミンスター寺院で戴冠式を挙行した（→戴冠式）。
内政では保守党政権時期にはアーサー・バルフォアの主導で中等教育制度確立を目指すバルフォア教育法が制定され、またアイルランド小作人への宥和政策であるウィンダム法が制定された（→保守党政権期）。1905年に自由党政権に代わると首相ヘンリー・キャンベル＝バナマンを強く信任したが、野党保守党が貴族院で法案を否決する戦術をとったことにより改革は前に進まなくなった。1908年にハーバート・ヘンリー・アスキスが首相になると政府の急進的政策に警戒を強めつつ、野党保守党に極端な行動を取らないよう説得にあたった。財務大臣ロイド・ジョージの主導で老齢年金法が制定され、さらに庶民院の優越を定めた議会法制定を目指したが、その法案をめぐる自由党と保守党の対立の最中に崩御した（→自由党政権期）。
外交では保守党政権期に第2次ボーア戦争が終結し、南アフリカを併合した（→第2次ボーア戦争終結）。また極東においては中国分割をめぐって満洲占領・北中国の勢力圏化を推し進めるロシアを警戒し、日本と軍事同盟を締結した（→日英同盟）。日露戦争でも日本を支援した（→日露戦争をめぐって）。フランスとも友好関係を深め、世界各地で発生していた英仏の植民地争奪戦を互譲的に解決し、英仏協商関係を築いた（→英仏協商）。さらに自由党政権時代にはロシアとも友好関係を深め、中央アジアのグレート・ゲームを互譲的に解決して英露協商関係を築く（→英露協商）。しかしドイツとの関係は悪化の一途をたどり、彼の崩御から4年後に第一次世界大戦が勃発することになる（→ドイツ・オーストリアとの対立）。
過労で気管支炎を悪化させ、1910年5月6日に崩御した。

## 生涯

### 皇太子として

#### 生誕

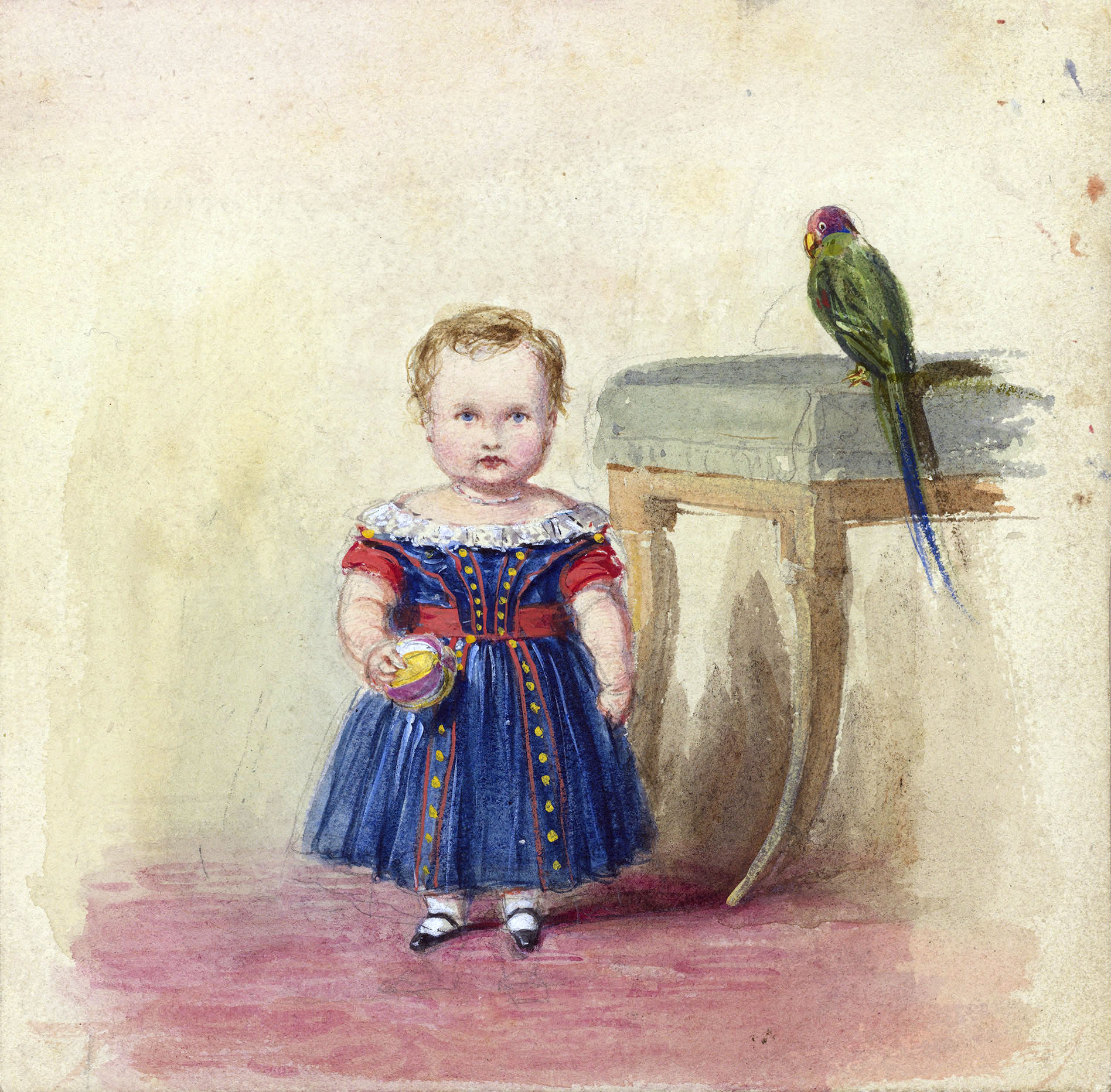
1843年のバーティを描いた絵画。

1841年11月9日午前10時48分、ヴィクトリア女王とその王配アルバートの第2子（長男）としてロンドンのバッキンガム宮殿に生まれる。姉にヴィクトリア（愛称ヴィッキー）がおり、後に長妹アリス（1843年-1878年）、長弟アルフレッド（1844年-1900年）、次妹ヘレナ（1846年-1922年）、三妹ルイーズ（1848年-1939年）、次弟アーサー（1850年-1942年）、三弟レオポルド（1853年-1884年）、四妹ベアトリス（1857年-1944年）が生まれる。
生誕とともにコーンウォール公爵に叙され、一月後の12月4日にはプリンス・オブ・ウェールズ（皇太子）に叙される。
1842年1月25日に聖ジョージ・チャペルで洗礼を受け、父アルバートと、ヴィクトリア女王の父であるケント公エドワードの名前を取って「アルバート・エドワード」と名付けられた。王室内ではアルバートの名から「バーティ(Bertie)」と愛称された。

#### 幼年・少年期

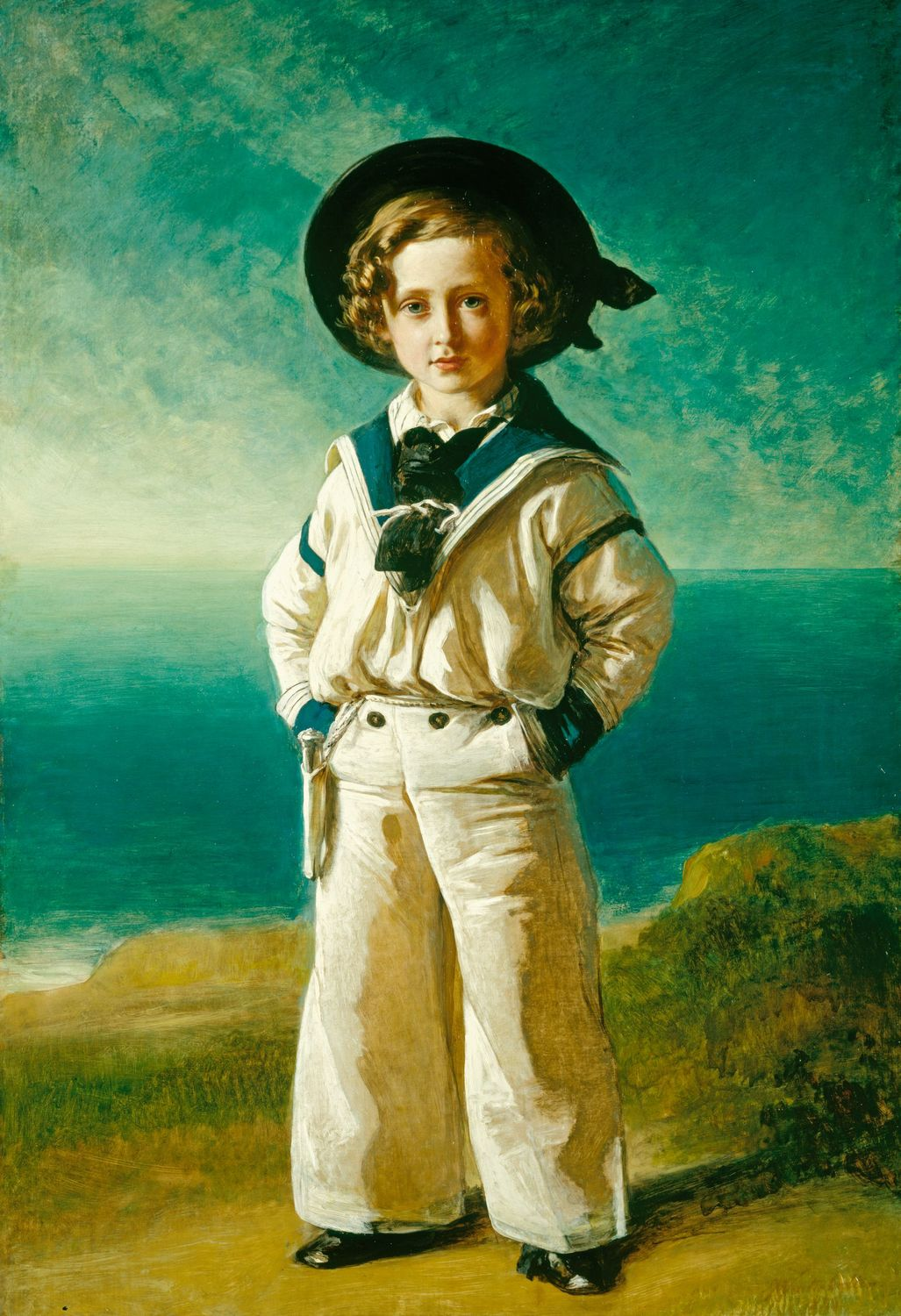
幼い頃のバーティ（フランツ・ヴィンターハルター画）。

ヴィクトリア女王の女官であるリトルトン男爵夫人サラ・リトルトンが乳母に付けられた。バーティはよく彼女になついたという。またイートン校教師ヘンリー・バーチが住み込みの家庭教師に付けられた。幼い頃のバーティはきかん坊だったというが、3歳年下の弟アルフレッドが一緒に勉強するようになると、弟のお手本になろうと勉学に励むようになったという。とりわけ語学に優れ、英語、ドイツ語、フランス語の3カ国語を完璧に話せるようになった。
母も父も教育には厳格で、特に1858年に姉ヴィクトリアがプロイセンの第二位王位継承権者フリードリヒ王子（のちのドイツ皇帝・プロイセン王フリードリヒ3世）に輿入れしてロンドンを去った後に両親の目はバーティに集中した。そのためバーティは息がつまりそうな生活を送ったという。
1852年に初の外国訪問として大叔父レオポルド1世が国王として統治するベルギーを訪問した。ついで1855年8月には両親とともにフランス帝国帝都パリを訪問した。フランス皇帝ナポレオン3世は当時皇子がなかったのでバーティを我が子のように可愛がってくれ、バーティはナポレオン3世と馬車に同乗した際に「貴方の息子に生まれたかった」と呟いたという。1857年から2、3年間、父アルバート王配の方針でロンドン南西リッチモンド・パーク内ホワイト・ロッジで過ごした。
1859年1月から陸軍大佐ロバート・ブルースを補導役にしてイタリア半島教皇領ローマに留学した。フレデリック・レイトンはじめ多くの画家たちの知遇を得、またローマ教皇ピウス9世とも会見した。
しかし4月にはイタリア統一戦争が勃発し、フランス軍がローマへ進駐してきたため、父アルバートから帰国を命じられた。これにより予定より2、3カ月早い5月初めに帰国した。

#### 大学時代

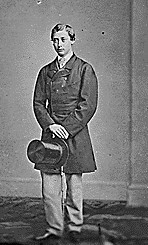
1860年のオックスフォード大学在学中のバーティ。

帰国後の1859年10月からオックスフォード大学クライスト・チャーチに入学した。彼はイギリス歴代国王で初めて大学で学んだ国王である（ただし正規のコースではない）。
大学在学中の1860年7月、植民地大臣第5代ニューカッスル公爵ヘンリー・ペラム＝クリントン、家政長官第3代セント・ジャーマンズ伯爵エドワード・エリオット、補導役ブルース少将を随伴して英領カナダを訪問した。カナダ各地をめぐり、オタワでは国会議事堂の定礎式に臨んだ。
9月にはカナダからアメリカ合衆国へ入国した。3カ月かけてアメリカ各地を歴訪したが、アメリカでのバーティの知名度は抜群であり、各地で歓迎された。ワシントンのホワイトハウスでもジェームズ・ブキャナン大統領から歓待された。アメリカ南北戦争直前というタイミングでの訪米になった。
11月にイギリスへ帰国して大学に復学。1861年夏には陸軍近衛歩兵連隊に入隊してアイルランドで訓練を受けたが、この際にアイルランドの女優ネリー・クリフデンと初性交し、恋愛関係になった。同年9月には美人で名高いデンマーク王族クリスチャン（後のデンマーク国王）の娘アレクサンドラ（アリックス）とお見合いしたが、やがてネリーとの関係が両親に知れた。またバーティは1861年10月に転校したケンブリッジ大学で御学友と組んでの不良行為が増えていた。そのため父アルバートは11月に体調悪化を押してバーティに説教するためにケンブリッジへやってきた。バーティは父の言いつけを守ると約束したが、アルバートはこの時に無理をしたことがたたり、腸チフスを悪化させて危篤状態に陥った。父の危篤を知ったバーティは12月14日午前3時にウィンザー城に駆け付けた。父は瀕死の状態だったが、バーティの顔を見ると安心したような表情になったという。同日午後11時にアルバートは崩御した。これをきっかけに母ヴィクトリアは「できそこない」のバーティのせいでアルバートが死んだと考えるようになり、バーティを公務から遠ざけるようになった。
女王から不良行為のお目付け役としてフランシス・ノウルズ（のちの初代ノウルズ子爵）を個人秘書官に付けられた。しかしバーティとノウルズはすぐにも深い信頼関係で結ばれ、ノウルズは後々までバーティの側近として活躍していく。
1862年6月にケンブリッジ大学の学業を終えた。

#### 結婚とデンマーク戦争

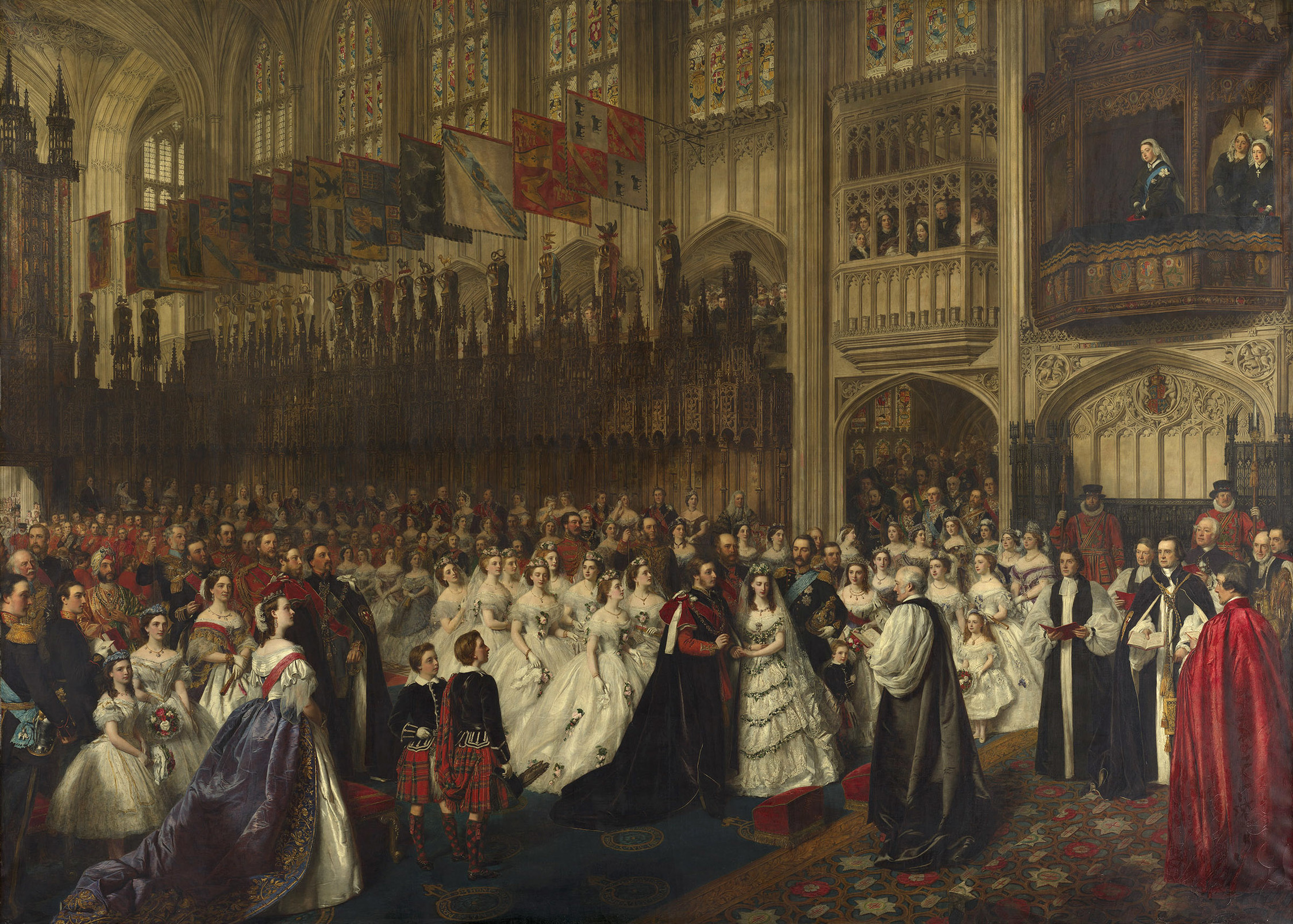
1863年3月11日、ウィンザー城・セント・ジョージ・チャペルで行われたバーティとアレクサンドラの結婚式を描いた絵画（ウィリアム・フリス画）

1863年3月にウィンザー城のセント・ジョージ・チャペルでアリックスと結婚した。二人はセント・ジェームズ宮殿近くのマールバラ邸（1850年に女王が購入していた）で新婚生活を始めた。またノーフォークにサンドリンガム邸を購入した。夫妻は長男アルバート・ヴィクター・クリスチャン・エドワード（愛称「エディ」）、次男ジョージ・フレデリック・アーネスト・アルバート（後の国王ジョージ5世）はじめ二男三女に恵まれた。
同年11月には岳父クリスチャンがクリスチャン9世としてデンマーク王に即位した。当時デンマークはシュレースヴィヒ公国やホルシュタイン公国と同君連合の関係にあったが、両公国のドイツ人住民の間でドイツ・ナショナリズムが高まっており、デンマーク君主を戴くことに反発が強まった。このドイツ世論を背景にプロイセン首相オットー・フォン・ビスマルクはオーストリアと連携して1864年2月から第二次シュレースヴィヒ＝ホルシュタイン戦争を開始した。
両公国がプロイセンに併合されることを憂慮したバーティは、時の自由党政権の外相初代ラッセル伯爵ジョン・ラッセルに国際会議を開催するよう働きかけた。バーティは強力な王立海軍で威圧すればプロイセンもオーストリアも引き下がると考えていた。イギリス首相第3代パーマストン子爵ヘンリー・ジョン・テンプルも外相ラッセル伯爵も会議外交による介入に乗り気だったが、ヴィクトリア女王や閣僚の大半が介入に反対した。女王はプロイセン皇太子に嫁いだ長女ヴィッキーと、デンマーク王女を皇太子妃に迎えたバーティの間で板挟みになっていた。結局パーマストン子爵の強い押しで4月25日からロンドン会議が開催されるも、同会議は何の成果もないまま、6月25日までに決裂した。戦闘が再開され、デンマークは7月20日に降伏し、ホルシュタインとシュレースヴィヒに関する権利を失った。この一件以来、アリックスはプロイセンやドイツを恨むようになり、バーティも彼女に歩調を合わせて駐英プロイセン公使アルブレヒト・フォン・ベルンシュトルフ伯爵に冷淡な態度を取るようになった。ベルンシュトルフはその件で女王に苦言を呈し、女王からバーティに注意が入っている。

#### ロシアとの関係修復

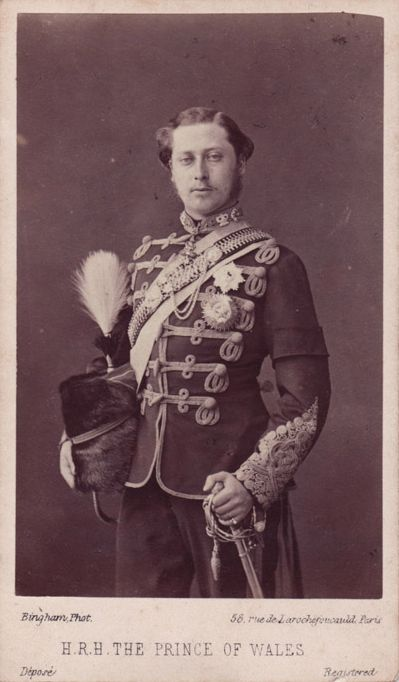
1860年代のバーティ。

1866年11月、ロシア皇帝アレクサンドル2世の次男アレクサンドル皇子（後のロシア皇帝アレクサンドル3世）がデンマーク王女マリー・ダウマー（愛称ミニー）と結婚した。ミニーはアリックスの妹であり、この結婚式にはバーティも出席したがっていたが、英露関係はクリミア戦争やアジアにおける植民地争いのために悪化していたため、女王が強硬に反対した。だが時の保守党政権の首相第14代ダービー伯爵エドワード・スミス＝スタンリーはロシアとの関係改善を企図していたので皇太子訪露に前向きであり、女王の説得にあたった。その結果、バーティは11月6日にロシアを訪問することになった（アリックスは妊娠中だったので出席を見合わせた）。ロシア側は英皇太子の訪露が実現するか固唾をのんで見守っていたのでバーティ訪問が決定すると大喜びし、皇帝自らが駅まで出迎える大歓迎を行った。11月9日の結婚式でも特等席に案内された。
バーティ訪露に際してロシア側はガーター勲章をロシア皇帝に贈ってほしいとイギリス政府に要請していたが、ヴィクトリア女王が「オーストリア皇帝にもまだ贈られていないのに変則的にロシア皇帝にだけ先に贈られるというのはおかしい」と反対したため、この時は沙汰やみとなった。しかしバーティは贈ってやりたいと考えており、外相スタンリー卿エドワード・スタンリー（後の第15代ダービー伯爵）と協力して、女王の説得にあたった。その結果、女王はオーストリア皇帝とロシア皇帝がそろって出席する1867年6月のパリ万国博覧会の席で両皇帝に同時にガーター勲章を贈ることを許可した。ロシア皇帝はバーティの配慮に深く感謝し、英露関係は一定の改善を見た。

#### エジプト・オスマン・ギリシャ歴訪
ギリシャ国王ゲオルギオス1世は、バーティの妻アリックスの弟だったので、バーティは早期のギリシャ訪問を希望した。だが1866年からクレタ島でオスマン帝国の支配からの解放とギリシャ帰属を求めるギリシャ人の反乱が発生し、ギリシャ、オスマン、エジプトの間でクレタ島領有権争いが激化したため、慎重に判断する必要があった。
1868年12月に政権についた第1次グラッドストン内閣（自由党政権）の外相第4代クラレンドン伯爵ジョージ・ヴィリアーズもクレタ島領有権問題が解決するまでは王室の人間が特定の当事国にだけ訪問することに反対であると上奏してきた。
そこでバーティはギリシャだけではなく、エジプト、オスマン帝国にも歴訪するプランに変更することで訪問を政府に認めさせた。1869年1月からエジプトを訪問し、ついで3月からオスマン帝国を訪問した。そして4月からギリシャを訪問して5月に歴訪の旅を終えた。バーティはいずれの国からも大歓迎され、関係を深めることができた。

#### モーダント離婚訴訟事件
1869年、バーティの友人である地主・庶民院議員第10代準男爵サー・チャールズ・モーダントの妻ハリエットが子供を身ごもったが、この子供はモーダントの子供ではなかった。怪しんだモーダントは妻の机を調べ、そこからバーティはじめ複数の男性から送られた手紙を発見し、彼らが妻の浮気相手と確信した（バーティ自身はモーダント夫人とは友人なだけだったが）。
モーダントは、妻の不貞を理由に離婚訴訟を起こした。バーティは皇太子という立場から直接訴えられる事はなかったものの、1870年2月23日の裁判で証人として出廷することになった。皇太子が離婚訴訟に巻き込まれること自体が異例であり、これはバーティにとって大きな恥辱となり、皇太子としての資質に疑問が呈されるようになった。
さらに普仏戦争の勃発直前の1870年夏、バーティは「プロイセン封じ込めのため英仏同盟を結ぶべき」との発言で物議を醸し、駐英プロイセン公使アルブレヒト・フォン・ベルンシュトルフ伯爵から抗議を受け、プロイセン本国にも発言が伝わった。このためノウルズ秘書官がプロイセン公使館を訪れ、ベルンシュトルフ公使に釈明を行った。
また母ヴィクトリア女王もアルバートの死後、スコットランドのバルモラル城やワイト島のオズボーン・ハウスに籠りきりになって公の場に姿を見せなくなっており、使用人ジョン・ブラウンとの関係も噂されているような状況だったため、王室人気が地に落ちて共和政へ移行することを希望する世論が高まった（1870年から1871年にかけての普仏戦争の結果、フランスが共和政に移行したこともその世論を助長した）。
グラッドストン首相は外相第2代グランヴィル伯爵グランヴィル・ルーソン＝ゴアに宛てた書簡の中で「女王は姿が見えず、皇太子は尊敬されていない」という憂慮を表明している。

#### 腸チフスからの回復
1871年11月末にバーティは父アルバートの死因となった腸チフスを患い、12月に入ると危篤状態に陥った。これには共和政への移行を論じていた新聞や雑誌も含めて国中が心配した。普段はバーティに厳しい女王もこの時ばかりは2週間にわたってバーティの看病に付きっきりになった。
ちょうどアルバートの命日の12月14日にバーティは奇跡的に意識を取り戻し、以降病状は快方に向かった。まるで亡きアルバートがバーティを救ったかのような劇的な展開に国中が歓喜した。首相グラッドストンはこれを王室人気を回復させる好機と見て、女王の許可も得て1872年2月27日にセント・ポール大聖堂で1万2000人を招待した皇太子回復感謝礼拝を挙行した。礼拝を終えて宮殿へ戻る女王とバーティは、沿道に集まった人々から「女王陛下万歳」「皇太子殿下万歳」という熱狂的な歓声を受けた。これにより王室廃止論はほぼ吹き飛んだ。

#### ウィーン万国博覧会への協力

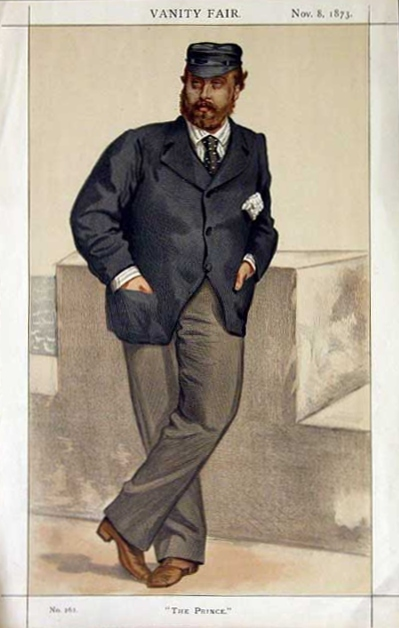
1873年11月8日の『バニティ・フェア』誌に描かれたバーティ。

外相グランヴィル伯爵が「あの病気は皇太子を以前よりもずっと親和的に変え、その作法もより魅惑的な物にした」と評したように、この頃からバーティは、特定の国や人物に敵意を飛ばすのを控えるようになり（これまで彼は妻の故国を追い詰めたプロイセンやビスマルクに敵意を飛ばしていた）、王室の人間らしく全ての国との宥和を心がけるようになった。
1872年6月には翌年春にオーストリア＝ハンガリー帝国でウィーン万国博覧会が開催されることが決定し、イギリス政府からも助成金が出されることになった。バーティはグラッドストン首相に働きかけて助成金額を当初予定されていた金額の倍に変更させた。
1873年5月1日から開催されたウィーン万国博覧会の開会式に、次弟アーサー王子（1874年5月にコノート公に叙される）とともに出席した。普仏戦争の勝利でドイツ皇帝に即位していたプロイセン王ヴィルヘルム1世も同席していたが、バーティはこの席を利用して彼との親交を深めることに努めた。

#### 弟とロシア皇女の結婚をめぐって
1874年1月には長弟エディンバラ公アルフレッドがロシア皇帝アレクサンドル2世の娘マリアと結婚することになった。結婚式はロシアでロシア正教に則って行われることになったが、ヴィクトリア女王はこれに不満であった。しかしバーティはその結婚式への出席を希望し、女王の説得にあたった。
アレクサンドル2世はこれを機にバーティにロシア陸軍「名誉連隊長」の称号を贈りたいとイギリス側に打診したが、女王もグラッドストン首相も慎重だった。結局バーティは結婚式には出席するが、名誉連隊長は辞退することになった。1874年1月にサンクト・ペテルブルクに到着したバーティと次弟アーサーは、そこでロシア皇帝以下全ロシア皇族そろっての出迎えを受け、ロシア皇室との親交に尽力した。

#### 英領インド公式訪問

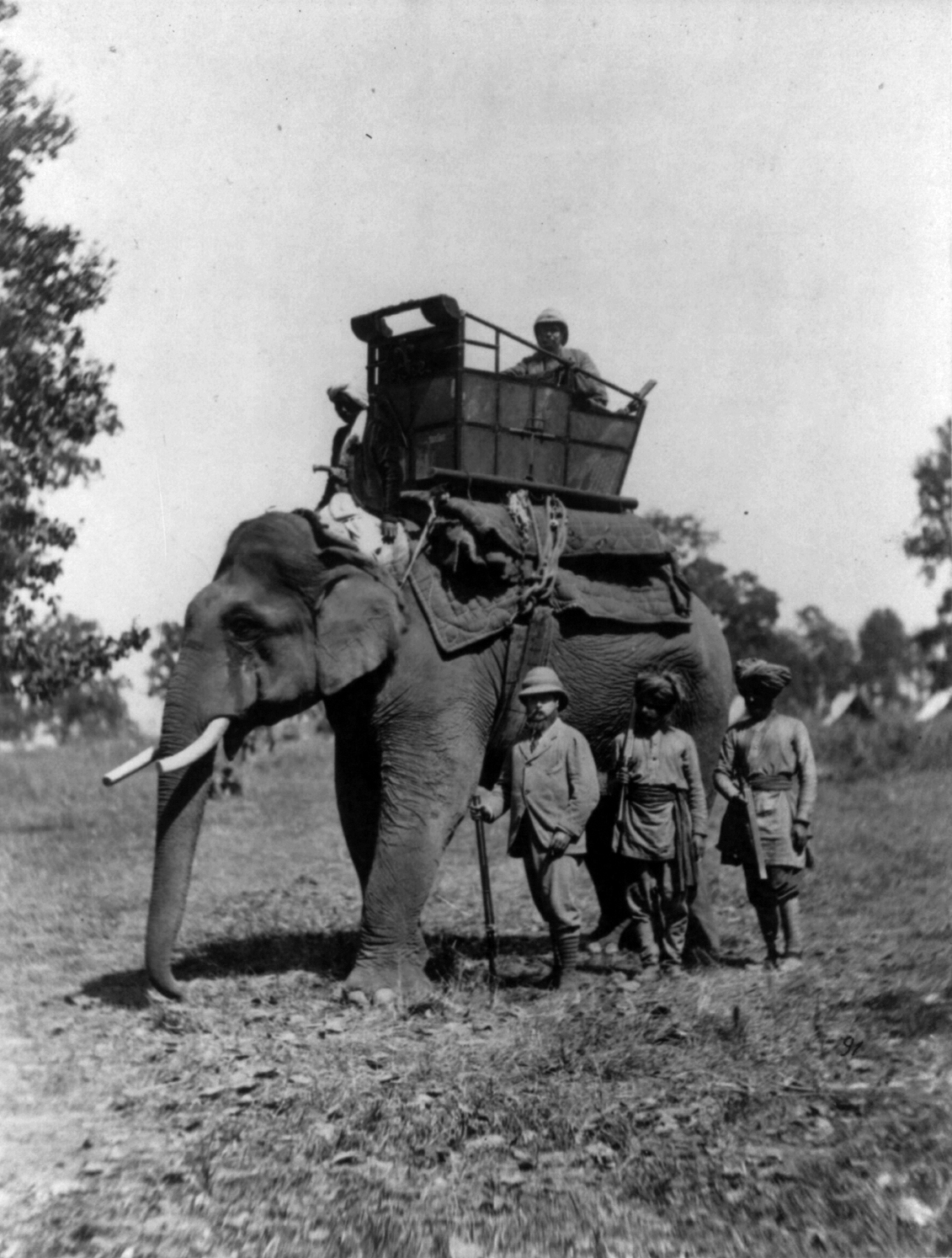
象に乗る訪印中のバーティ

1875年3月にバーティは英領インド帝国公式訪問の希望を表明した。それに対して女王は公式訪問ではなく、インド総督第2代ノースブルック男爵トマス・ベアリングの賓客として訪問することを勧めた。だがバーティとしては「皇太子公式訪問」とすることでインド王侯に勲章を配り、それによってインド支配層とイギリス王室の結合を強めたいと考えていた。バーティは女王の説得にあたり、保守党政権の首相ベンジャミン・ディズレーリも議会で骨折りしてくれた結果、同年11月から翌年3月にかけてのバーティのインド公式訪問が実現した。
インドに到着したバーティはカルカッタ（コルカタ）で女王の名代としてインド藩王たちにインドの星勲章を授与した。さらにデリーでは1万8000人のインド軍の閲兵を行った。ヒマラヤ山脈の山麓では虎狩りや象狩りも楽しんだ。
3月14日に帰国の途に付いたが、お土産として虎、豹、象、チーター、ヒマラヤ熊、アラブ馬、ダチョウなど現地の動物を大量に船に積み込んだため、その船は「現代のノアの箱舟」と呼ばれた。
バーティのインド訪問中にイギリス本国ではヴィクトリア女王のインド女帝即位を決める法案が可決されていた。女王は1876年2月の女王演説の中で「私は我が息子の皇太子がインド歴訪を無事果たしたその健康に感謝します。インドにおいてあらゆる階級・人種の我が臣民たちから皇太子が心よりの大歓迎を受けていると聞き、彼らインド臣民たちが私の統治のもとで幸せに暮らし、我が王冠に忠誠を誓っていることを確信しました」と述べている。
ただこのインド皇帝の称号のことはバーティには寝耳に水のことだった。バーティはこの称号を嫌い、即位後にもほとんど使用しなかった。

#### パリ万国博覧会への協力

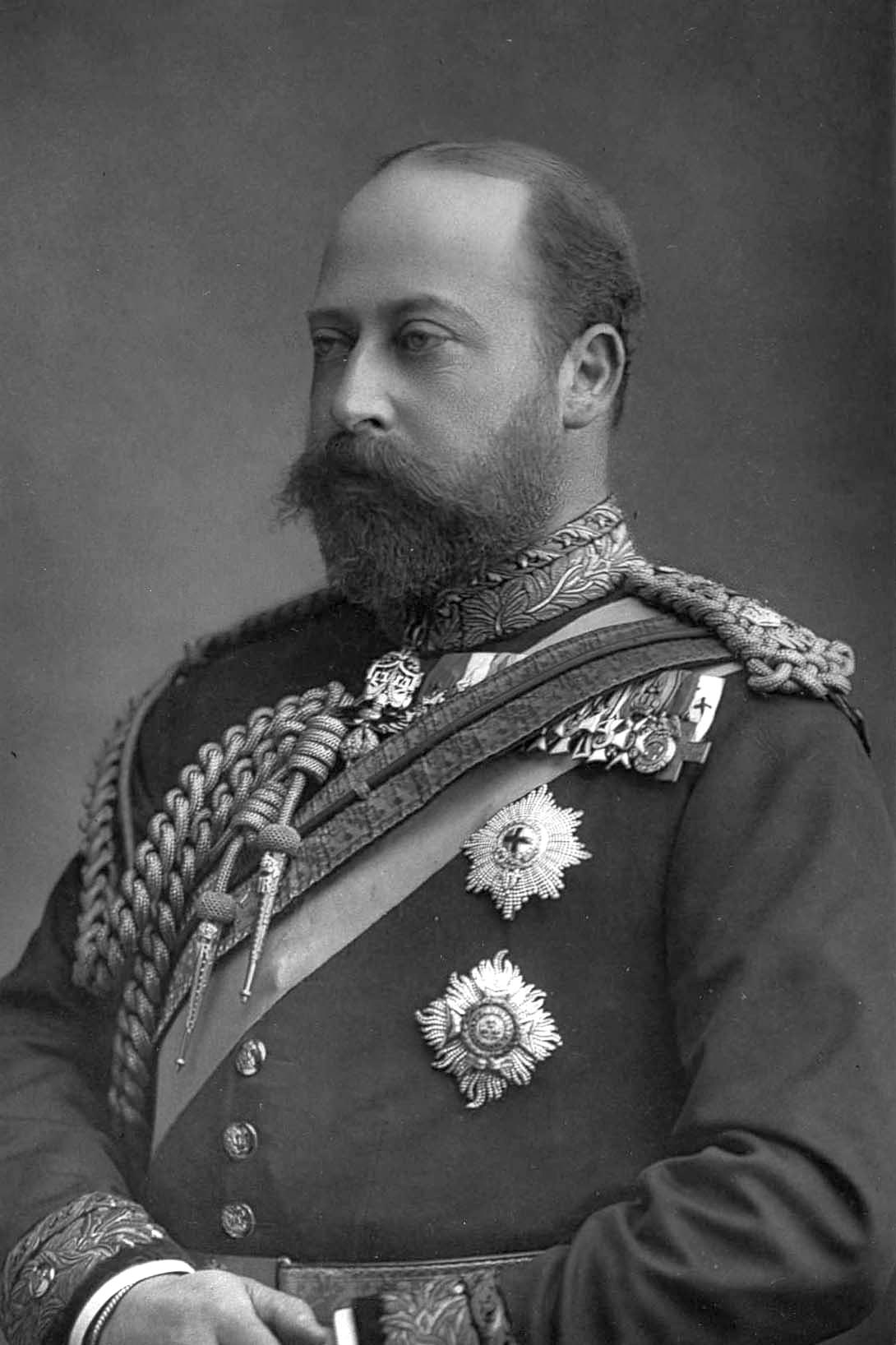
1880年代のバーティ

1878年5月に開催されたパリ万博にも協力した。この万博はフランスに第三共和政が樹立されてから最初の万博だったが、当時のヨーロッパ諸国は君主国ばかりだったから、共和政体のフランスは嫌われていた。そのためフランス政府は外国からの賓客を集めるのに苦慮しており、バーティが開会式に出席してくれることに非常に感謝していた。
万博開催中バーティは足繁くパリに通い（パリの愛人に会うためでもあったが）、万博のイギリス展示の拡張に努めた。インド、カナダ、オセアニア、南アフリカなど植民地からも出展させ、大英帝国だけで展示の三分の一を占めるに至った。バーティはこの際に「友好協調（Entente cordiale）」という言葉を強調したが、これはバーティの治世の英仏接近の前兆であった。

#### ロシア皇帝暗殺をめぐって
1881年3月にロシア皇帝アレクサンドル2世が暗殺された。バーティはその葬儀への出席を希望した。また新皇帝アレクサンドル3世にガーター勲章を与える使節団の団長になることも希望した。女王もアルフレッドの舅であるロシア皇帝が殺害されたことに衝撃を受けていたので、これを了承した。第2次グラッドストン内閣外相グランヴィル伯爵も支持したのでバーティの訪露が決まった。
3月24日にサンクト・ペテルブルクに到着したバーティは葬儀に出席した後の3月28日にアレクサンドル3世にガーター勲章を授与した。君主が死んだあと、ただちに次の君主にガーター勲章が授与されるというのはよほどイギリス王室と親しい関係にある場合のみであり（ベルギー王室など）、これはバーティの治世における英露の親密な関係の前兆だった。

#### ドイツとの友好目指して

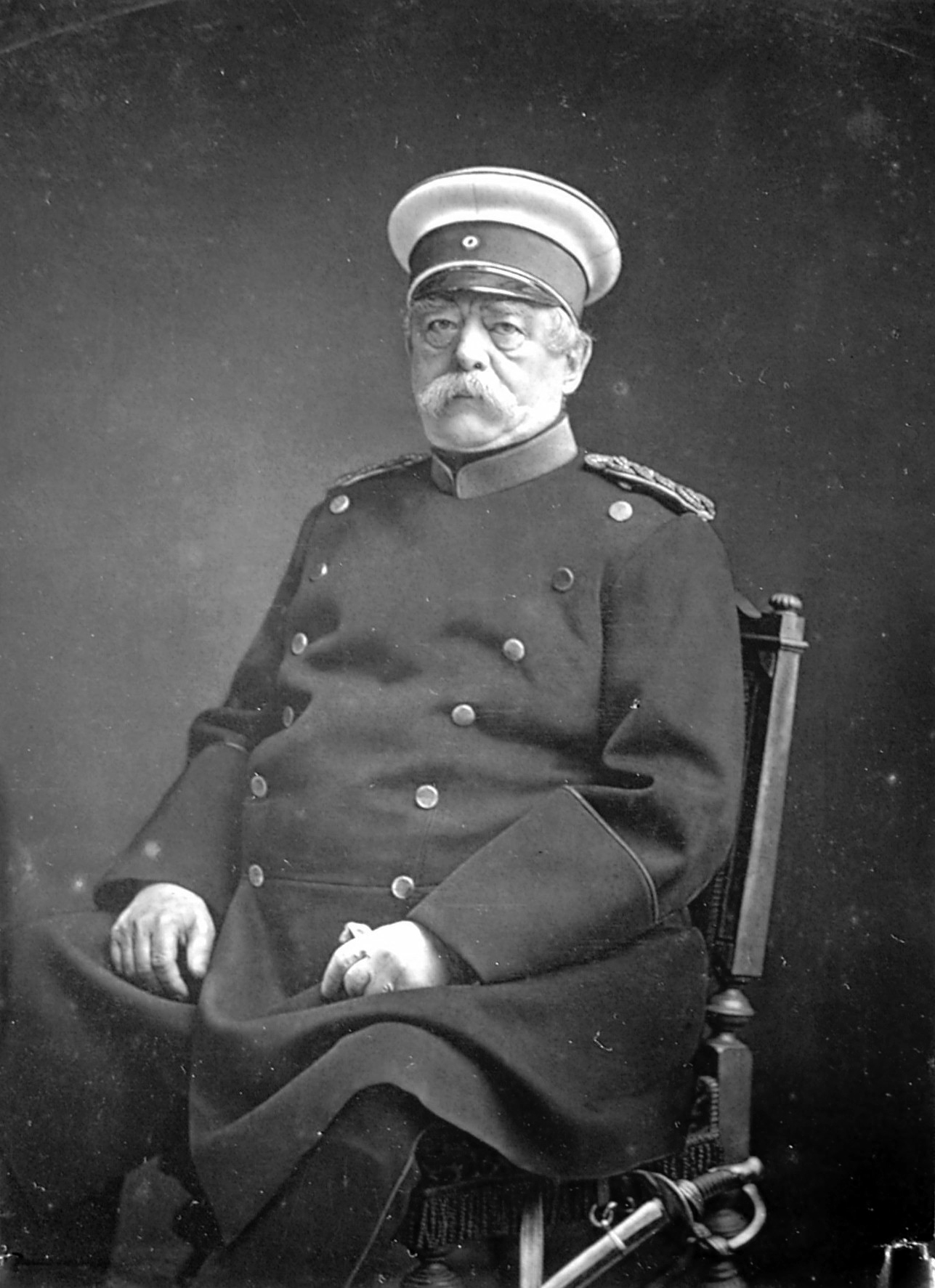
ドイツ帝国首相オットー・フォン・ビスマルク侯爵

1881年2月には甥にあたるドイツのヴィルヘルム皇子（後のヴィルヘルム2世、家族内ではウィリーの愛称で呼ばれた）の結婚式に出席した。妻アリックスは相変わらずプロイセン嫌いでこの訪問を拒否したため、バーティ一人での出席となった。バーティはこれを機にドイツ首相ビスマルクとも初会見したが、政治的にきわどい話は徹底的に回避し、摩擦を起こすのを避けたという。
ついで1885年3月にはドイツ皇帝ヴィルヘルム1世の88歳の誕生日祝賀式典に出席した。植民地政策をめぐってイギリスが孤立化する恐れがあった時期だったので時の第2次グラッドストン内閣はドイツとの友好政策を重視しており、外相グランヴィル伯爵もこの皇太子訪独を大いに歓迎した。
1888年3月にヴィルヘルム1世が崩御した際にもバーティは訪独してその葬儀に出席した。第2代皇帝に即位したのはバーティの義兄フリードリヒ3世だったが、彼は喉頭癌を患っていたため、在位99日で崩御した。バーティは再び訪独して葬儀に出席している。
第3代皇帝に即位したのはバーティの甥にあたるウィリーことヴィルヘルム2世だった。彼は1888年10月にオーストリア皇帝フランツ・ヨーゼフ1世を訪問したが、この際バーティもウィーンで開催されていた産業博覧会見学のためにオーストリアに滞在中だった。バーティはオーストリア皇帝とウィリーと自分の三人での会見を希望し、その旨をウィリーに打診したが、ウィリーはオーストリア訪問中にそれ以外の国の皇太子と会見するわけにはいかないと拒否した。またウィリーはその旨の返書を自身ではなく駐ウィーン大使に書かせた。これにヴィクトリア女王が激怒し、結局ウィリーは女王の要求でバーティに謝罪文を書かされた。後の英独関係の緊張を予期させる事件だった。

#### ロイヤル・バカラ・スキャンダル

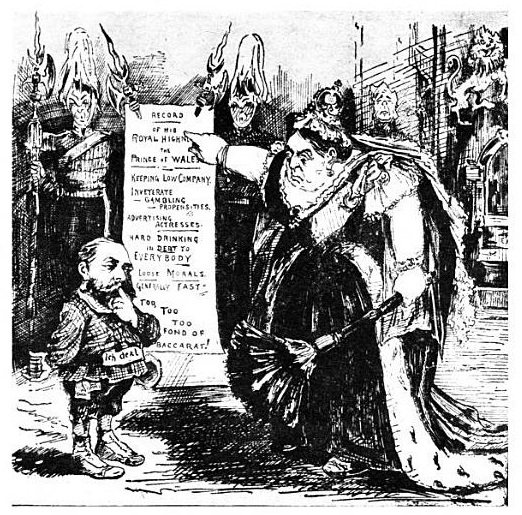
ロイヤル・バカラ・スキャンダルの際のアメリカの『パック』誌の風刺画。バーティの軽犯罪リストをバーティに見せて叱責するヴィクトリア女王。

1890年9月、バーティは船主アーサー・ウィルソンが所有するヨークシャーの邸宅トランビー・クロフトで過ごした。夕食後に招待客はバカラをして楽しんだが、この席上で第4代準男爵サー・ウィリアム・ゴードン＝カミングがイカサマをしたと批判され、二度とゲームをしないという誓約書をバーティ含む9人の招待客の署名付きで書かされた。この件は秘匿するはずだったが、1891年初頭にはバーティの愛人デイジー・ブルックを通じて世間に洩れたため、カミングはバーティら誓約書を書かせた者たちを相手取って民事訴訟を起こした。この件でバーティは再び法廷に立つ羽目となった。
ヴィクトリア女王は訴訟を起こしたカミングに対して怒っており、息子バーティを擁護したがっていたが、保守党政権の首相第3代ソールズベリー侯爵ロバート・ガスコイン＝セシルに介入を止められた。それでも女王はバーティにカンタベリー大主教宛てに賭博を嘆き咎める公開書状を送らせ、少しでもイメージ改善に努めさせた。
裁判は皇太子が有利になるよう進められたが、陪審の評決の際には批判の声で轟々となった。新聞も国内外問わず大半がカミングの味方でバーティは再び非難の的となった。またバーティは陸軍元帥であったにも関わらず、「士官の行状が問題になった際には部隊長に付される」という陸軍の常識を主張しなかったことも問題視された。アメリカの『ニューヨーク・タイムズ』紙は「イギリス王族はイギリス納税者のお荷物であり、それに相当する見返りは何もない」とイギリス王室批判を行った。『タイムズ』紙は「二度とゲームをやらないという署名をしたのが皇太子だったら良かったが」と愚痴った。

#### 長男エディの薨去

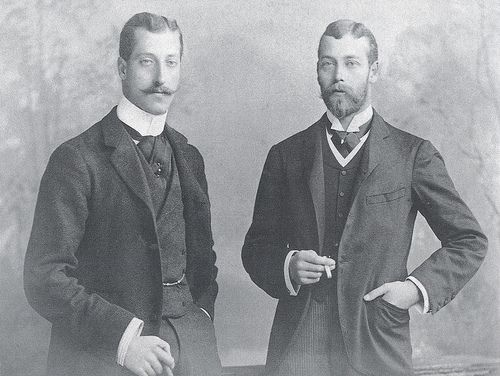
長男エディ(クラレンス公)と次男ジョージ(ヨーク公)

バーティの長男であるクラレンス公アルバート・ヴィクター（愛称エディ）が1892年1月14日にインフルエンザと肺炎のため薨去した。翌月にはエディと彼のはとこにあたるヴュルテンベルク王族テック公女メアリーとの結婚が予定されていた中での薨去だった。
バーティはヴィクトリア女王に宛てた手紙の中で「自分の命に何の価値も見出せない私としては、喜んで息子の身代りになりたかった」と苦しい心境を吐露している。
バーティ夫妻は残されたメアリー公女を引き続き娘として取り扱った。世論もメアリーへの同情が強まり、エディに代わって第2王位継承権者となった次男ヨーク公ジョージ（後の英国王ジョージ5世）に嫁がせるべきであるという声が増えた。そして実際にヨーク公とメアリー公女は1893年7月6日に結婚することとなった。夫妻は1894年に後に英国王エドワード8世となる長男エドワードを儲けている（バーティの初孫）。

#### グラッドストンの国葬をめぐって
ヴィクトリア朝中期から後期にかけて4度にわたって首相を務めた自由党党首ウィリアム・グラッドストンはヴィクトリア女王と仲が悪かったため、女王から干されているバーティに対して好意的だった。女王に独断で政府の機密文書をバーティに提供してくれた。
そのグラッドストンも1898年5月19日に死去した。議会の要請で国葬が営まれることになったものの、女王はグラッドストン夫人に弔電を打つ以上の弔意を表すことを嫌がった。これに対してバーティは英国を代表する政治家の国葬に王族がノータッチというのは問題があると考え、女王の反対を無視してでもグラッドストンの棺の介添人になる決意を固めた。
5月28日にウェストミンスター寺院で国葬が執り行われ、その棺にはバーティとヨーク公ジョージがぴったりと張り付いた。これは恐らく彼のはじめての母への反逆だった。

### 国王として

#### 即位

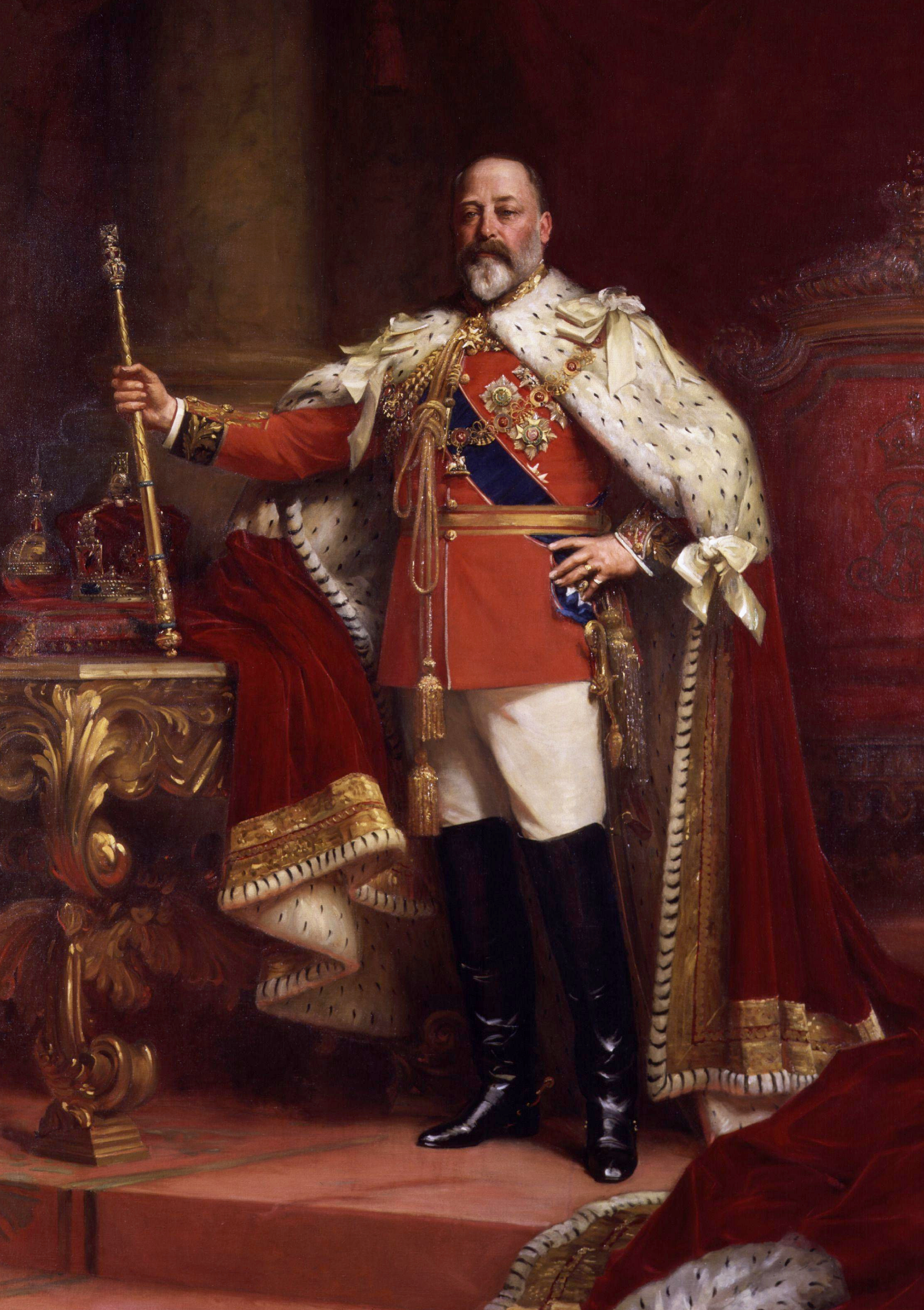
エドワード7世の肖像画(1902年、ルーク・フィルデス画)

1901年1月22日にワイト島のオズボーン・ハウスでヴィクトリア女王が崩御した。バーティは涙を流しながらその枕元に付き添った。女王の最期の言葉は「バーティ」であったという。
59歳で国王となったバーティは、翌1月23日早朝にセント・ジェームズ宮殿において初めての枢密院会議を招集した。カンタベリー大主教に国王の宣誓を行った後、「エドワード7世」を王名に定めると宣言した。この際にアルバートを王名にしなかった理由について「アルバートと言えば誰もが父を思い出すようにしたかった」と説明した。「エドワード」の王名はテューダー朝期の国王エドワード6世以来350年ぶりのことだった。
また母の遺言に基づき、王朝名をハノーファー朝から父アルバートの家名サクス＝コバーグ・アンド・ゴータ朝に変更した。
30年来の秘書官フランシス・ノウルズをそのまま国王秘書官として重用し、サー・ダイトン・プラウビンを国王手許金会計長官に任じて王室財産を一任した。さらに儀式典礼に詳しい第2代イーシャー子爵レジナルド・ベレットをウィンザー城主代理に任じ、王室儀式に関する顧問とした。
一方、母が寵愛していた「ムンシ」ことアブドル・カリムらインド人侍従たちを嫌い、全員インドへ送還させた。また母がよく滞在したワイト島のオズボーン・ハウスも王立海軍兵学校に下賜して手放した（以降士官候補生の宿所として使用された）。

#### 戴冠式
イーシャー子爵とノウルズの助言を受けながら戴冠式の準備を進めた。当初戴冠式は1902年6月26日に予定されていたが、直前にエドワードが虫垂炎を患ったため、エドワードの回復を待って、8月9日に改めてウェストミンスター寺院で挙行された。
戴冠式に合わせてエドワードは大規模な叙勲を行った。ヴィクトリア朝ですでに3件あった非キリスト教君主へのガーター勲章授与をこれ以上行わないため、ガーター勲章に次ぐ新しい勲章としてロイヤル・ヴィクトリア頸飾を制定した。また芸術と学術の分野を中心に功績をあげた24人に限定して与えるメリット勲章も制定した。
エドワードは自分の取り巻きに広く爵位を与えたがっていたが、首相ソールズベリー侯爵が過剰な叙爵に反対したため、秘書官ノウルズなどごく一部の者に限定された。
- 1902年8月9日にウェストミンスター寺院で挙行されたエドワードの戴冠式を描いた肖像画（ジョン・ヘンリー・フレデリック・ベーコン（英語版）画）
- 1902年8月9日の戴冠式のパレードの写真

#### 内政

##### 保守党政権期

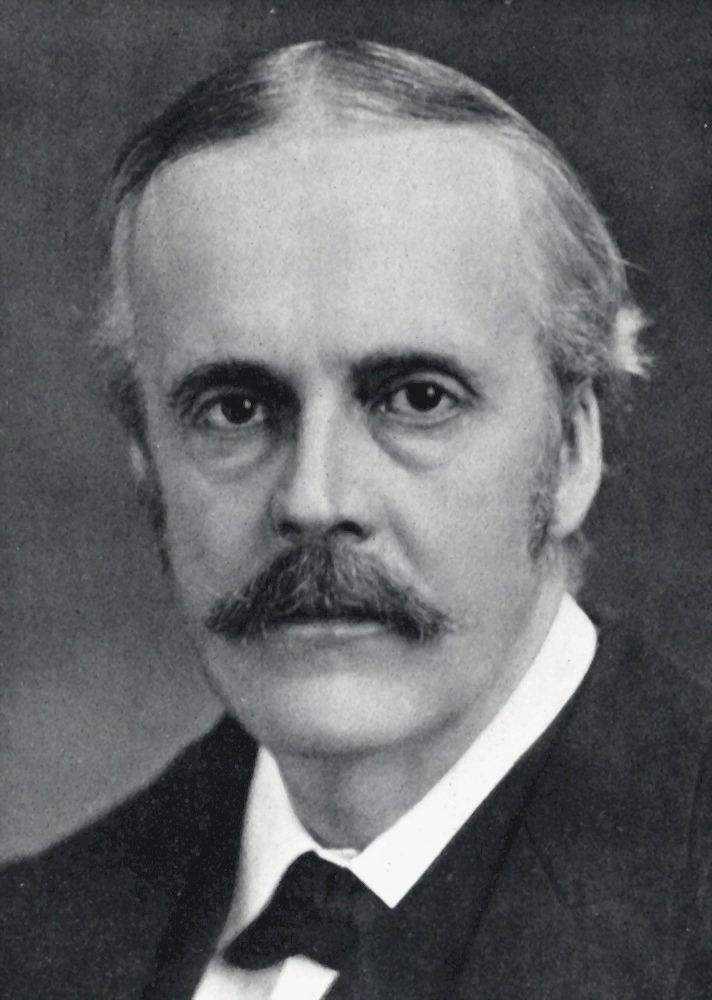
保守党政権の首相アーサー・バルフォア

即位時の政権は第3代ソールズベリー侯爵ロバート・ガスコイン＝セシルを首相とする保守党政権だった。1902年3月には同内閣第一大蔵卿アーサー・バルフォアによって「バルフォア教育法」と呼ばれる教育法が制定され、中等教育制度の確立が目指された。
1902年7月にソールズベリー侯爵が病で退任した。ジョゼフ・チェンバレンが入院中だったこともあり、エドワードは一般に次期首相と目されていたバルフォアに組閣の大命を下した。
エドワードはこのバルフォアに好感を持っていなかったという。例えば1903年春のヨーロッパ歴訪の際、エドワードはヴァチカン訪問を日程に追加しようとした。最終的に国王のヴァチカン訪問は行われたが、この件で優柔不断な態度を取りつづけたバルフォアにエドワードもノウルズ秘書官も不信を抱いた。さらにバルフォアは低位の宮廷人事をエドワードに無断で推し進めようとしたこともあり、これにはノウルズ秘書官からも「バルフォアは本当にひどすぎる」と強い非難を浴びている。
1903年にはバルフォア内閣アイルランド担当大臣ジョージ・ウィンダムの主導で新たなアイルランド土地購入法のウィンダム法が制定され、アイルランド小作人の土地購入が推進された。しかし南アフリカの中国人奴隷問題をめぐって保守党は批判を集めた。
またこの時期の保守党政権は関税問題に揺れた。1902年3月にボーア戦争が終結したが、予想外の長期戦で膨大な戦費がかかったため、蔵相マイケル・ヒックス・ビーチの主導で1902年6月に穀物関税が限定的に導入された。しかし穀物関税は「パン価格を高騰させ、貧民を苦しめる」と批判されていたため、野党自由党が強く反発し、保守党政権内にも慎重論が根強かった。バルフォア内閣成立後にはチェンバレンを中心とした関税改革派（保護貿易派）と蔵相チャールズ・リッチーを中心とした自由貿易派に分裂するようになった。首相バルフォアは折衷的立場をとっていたが、最終的には党分裂を避けるために1905年12月に総辞職した。

##### 自由党政権期

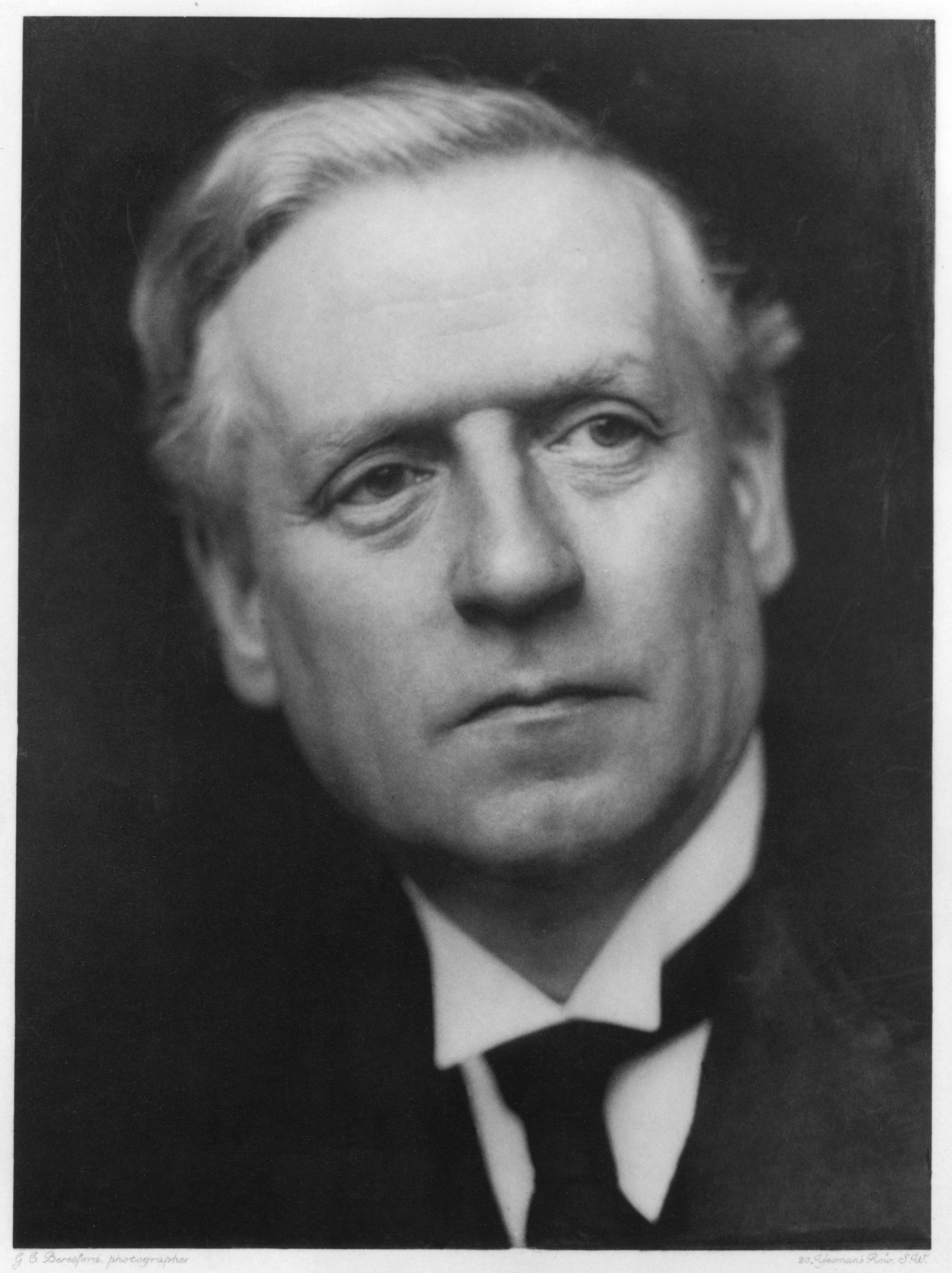
自由党政権の首相ハーバート・ヘンリー・アスキス

1905年12月にエドワードは自由党党首ヘンリー・キャンベル＝バナマンに組閣の大命を与えた。バナマンは自由党ながら中産階級富裕層の出身で貴族階級に近い雰囲気があったので、エドワードとしてもお気に入りの政治家であった。
バナマン内閣は組閣後ただちに庶民院を解散し、1906年1月の総選挙に大勝し、庶民院多数派を得たが、野党保守党は保守党が半永久的に多数を占める貴族院から政府法案を否決するという反対闘争を展開した。これにより自由党政権は野党保守党が納得しない立法は一切できなくなってしまった。
1908年2月に病に倒れたバナマンはエドワードが滞在中のフランス・ビアリッツで休養生活に入り、4月に至って同地でエドワードに辞表を提出した。エドワードがビアリッツを離れたがらなかったので、衆目の一致するバナマンの後継者ハーバート・ヘンリー・アスキスもビアリッツに行き、そこでエドワードから組閣の大命を受けた（外国の地で大命降下が行われることについては批判もあった）。
エドワードは、「成りあがり者」アスキスに対してはバナマンほど好感をもたなかった。アスキス首相が婦人参政権を考慮したり、怪しい経歴の人物に騎士（サー）の称号を与えようとした場合などには首相を叱責している。またアスキス内閣の急進派閣僚である財務大臣デビッド・ロイド・ジョージと通商長官ウィンストン・チャーチルの存在を強く憂慮していた。エドワードの思うところ、例えば両閣僚の口出しする外交はグレイ外務大臣の職分であり、財務大臣や通商長官の横暴に不快感を伝えている。

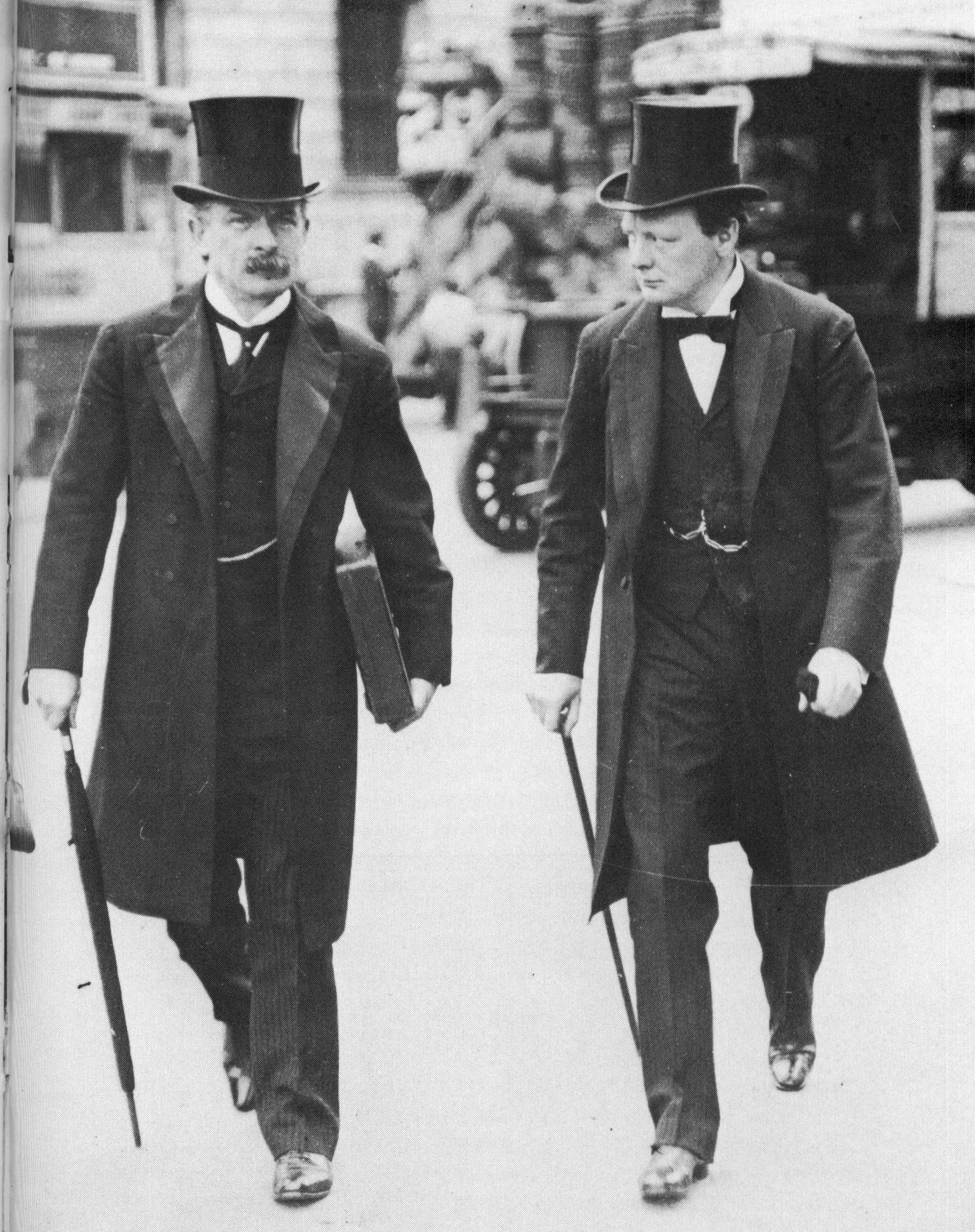
アスキス内閣の急進派閣僚ことロイド・ジョージとウィンストン・チャーチル

1908年には財務大臣ロイド・ジョージの主導で保守党の了承も得て老齢年金法が成立し、70歳以上の高齢者で給与が一定の金額以下の者に年金が支給されることになった。
更にロイド・ジョージは1909年に有産者に増税を課す「人民予算」を提出したが、野党保守党が「アカの予算」としてこれを徹底糾弾した。エドワードもロイド・ジョージの急進派思想を嫌っていたが、議会の混乱は望んでいなかったので、極端な反対行動に出ないよう保守党の説得にあたった。しかし功を奏せず、結局11月には保守党が多数を占める貴族院は人民予算を否決した。
これにより1910年1月に総選挙となり、その結果庶民院はハング・パーラメントになったが、キャスティング・ボートを握ったアイルランド議会党が「人民予算」を支持したため、引き続き人民予算の可決成立が目指され、その闘争の中でアスキス首相は3月29日に貴族院拒否権制限を盛り込んだ議会法案も庶民院に提出し、4月14日にこれを可決させた。
議会法案の貴族院送付をめぐって両党が睨みあう中の1910年5月6日にエドワードは崩御した。その後、ジョージ5世の即位から間もない1910年8月に至って議会法は成立している。

#### 外交

##### 第2次ボーア戦争終結
母の治世末の1899年10月から南アフリカではじまった第2次ボーア戦争は、ゲリラ戦争と化していた。ボーア人の家屋・農場はイギリス軍の焦土作戦で焼き払われ、焼け出された婦女子は強制収容所に入れられた。これによりボーア人ゲリラは補給が困難となり、また黒人先住民に背後から襲撃される危険も高まってきたため、ついにイギリスと和解する決意を固めた。ケープ植民地高等弁務官アルフレッド・ミルナーをはじめとする大英帝国側も戦費が底をついているうえ、現地の白人勢力を早期に一つにまとめて黒人先住民を支配下に置く必要性を痛感していたのでボーア人側との交渉・譲歩に応じた。
その結果、1902年5月にフェレーニヒンフ条約が締結されて終戦し、南アフリカは大英帝国に併合された（トランスヴァール植民地）。その後、自由党政権になると自治権を付与する改革が目指され、1906年12月にエドワードの勅許状によってトランスヴァール植民地は自治権を付与された。

##### 日英同盟

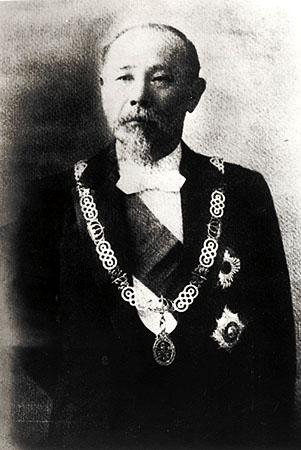
1902年、バス勲章ナイト・グランド・クロスを受勲した日本の元首相伊藤博文侯爵。

1895年の日清戦争後、列強諸国による中国分割がはじまり、阿片戦争以来の中国のイギリス一国の半植民地状態が崩壊した。とりわけ満洲や北中国を勢力圏にしていくロシアと揚子江流域の権益を保持したいイギリスの対立が深まった。1900年には中国分割に反発した中国人暴徒たちが義和団の乱を起こしたが、列強諸国の連合軍によりただちに鎮圧された。ロシアはこれを好機として満洲を軍事占領した。これに反発したイギリスのソールズベリー侯爵内閣は、ロシアの満洲・朝鮮半島進出を警戒する日本と同盟交渉を進めた。
1901年1月に即位したエドワードも日本との同盟に前向きであり、同年8月には駐英日本公使林董との交渉にあたっていた外相第5代ランズダウン侯爵ヘンリー・ペティ＝フィッツモーリスからの報告書の欄外に「そのような可能性（日露開戦）がある場合には常に日本に心からの支援を与えることが最も重要である」と書き込んでいる。
エドワードは1901年のクリスマスから年末まで家族で過ごす予定だったが、その予定を変更して、12月27日に訪英中の日本の元首相伊藤博文侯爵を引見した。伊藤はイギリス政界から「親ロシア派の巨頭」と看做され警戒されている人物だったが、英語を流暢に話したため、すぐにもエドワードと打ち解けることができた。翌1902年1月4日にエドワードは伊藤にバス勲章ナイト・グランド・クロス（GCB）を叙勲している。
伊藤が帰国した後の1902年1月30日にロンドンでランズダウン侯爵と林によって日英同盟が正式に調印された。日英どちらかが二か国以上と戦争になった場合はもう片方は同盟国のために参戦、一か国との戦争の場合はもう片方は中立を保つという内容だった。そのためイギリス政府としては早急にフランスを取りこんで露仏同盟を結ぶフランスがロシアとともに日本に宣戦布告するのを阻止する必要があった。

##### 英仏協商

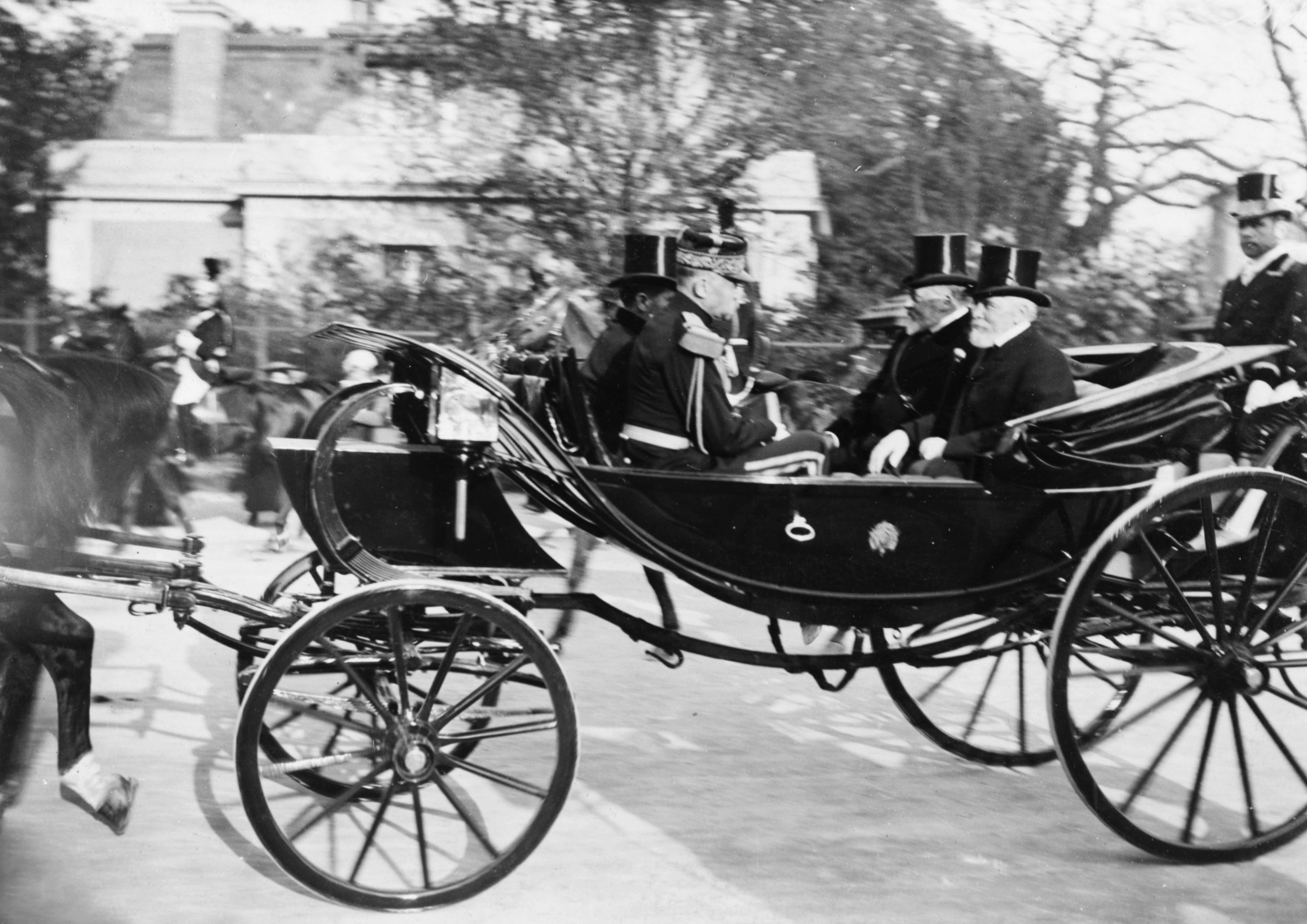
1903年5月2日、パリで。馬車に乗るエドワードとフランス大統領エミール・ルーベ。

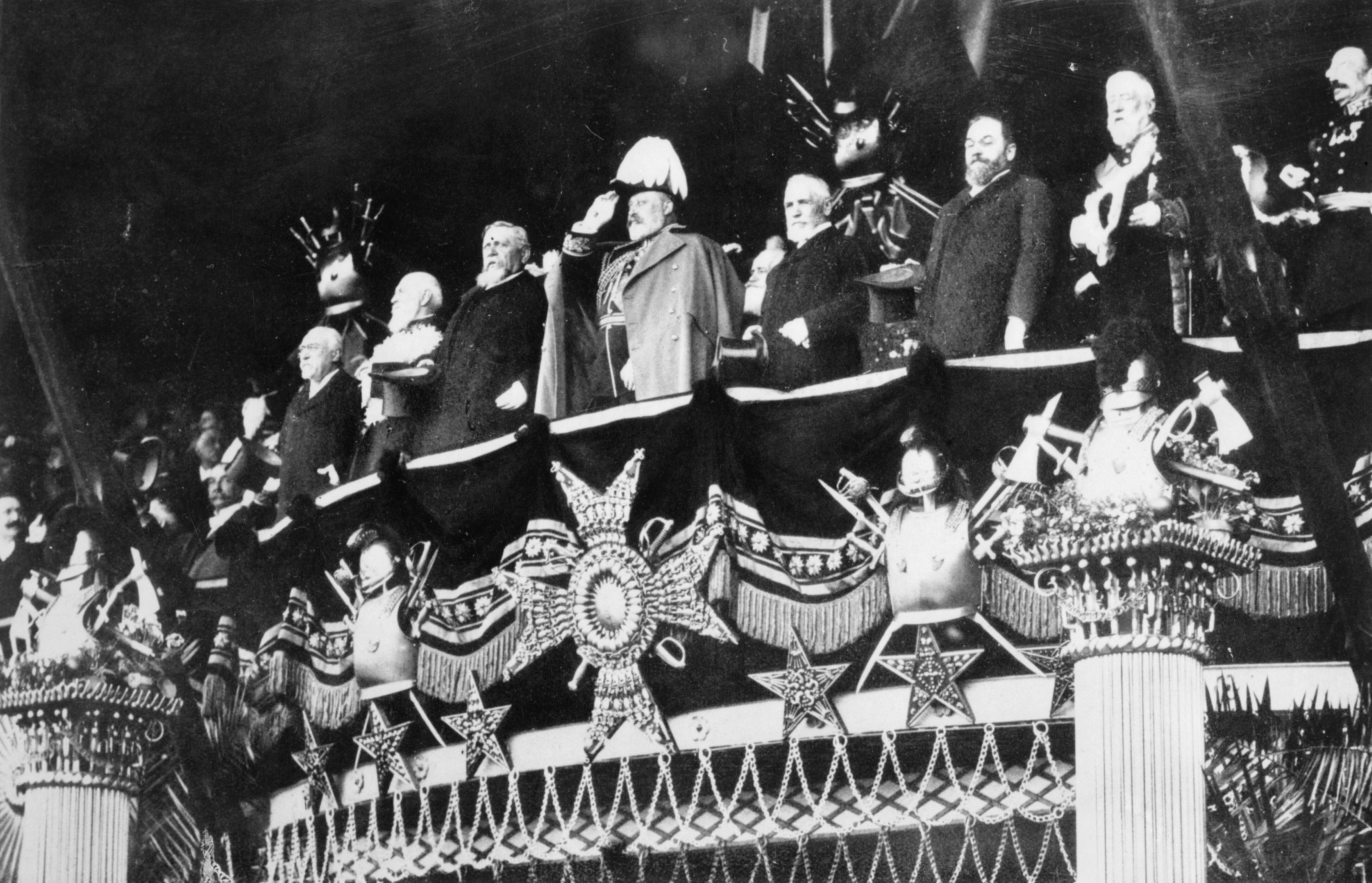
フランス・ヴァンセンヌでフランス軍を閲兵するエドワード。

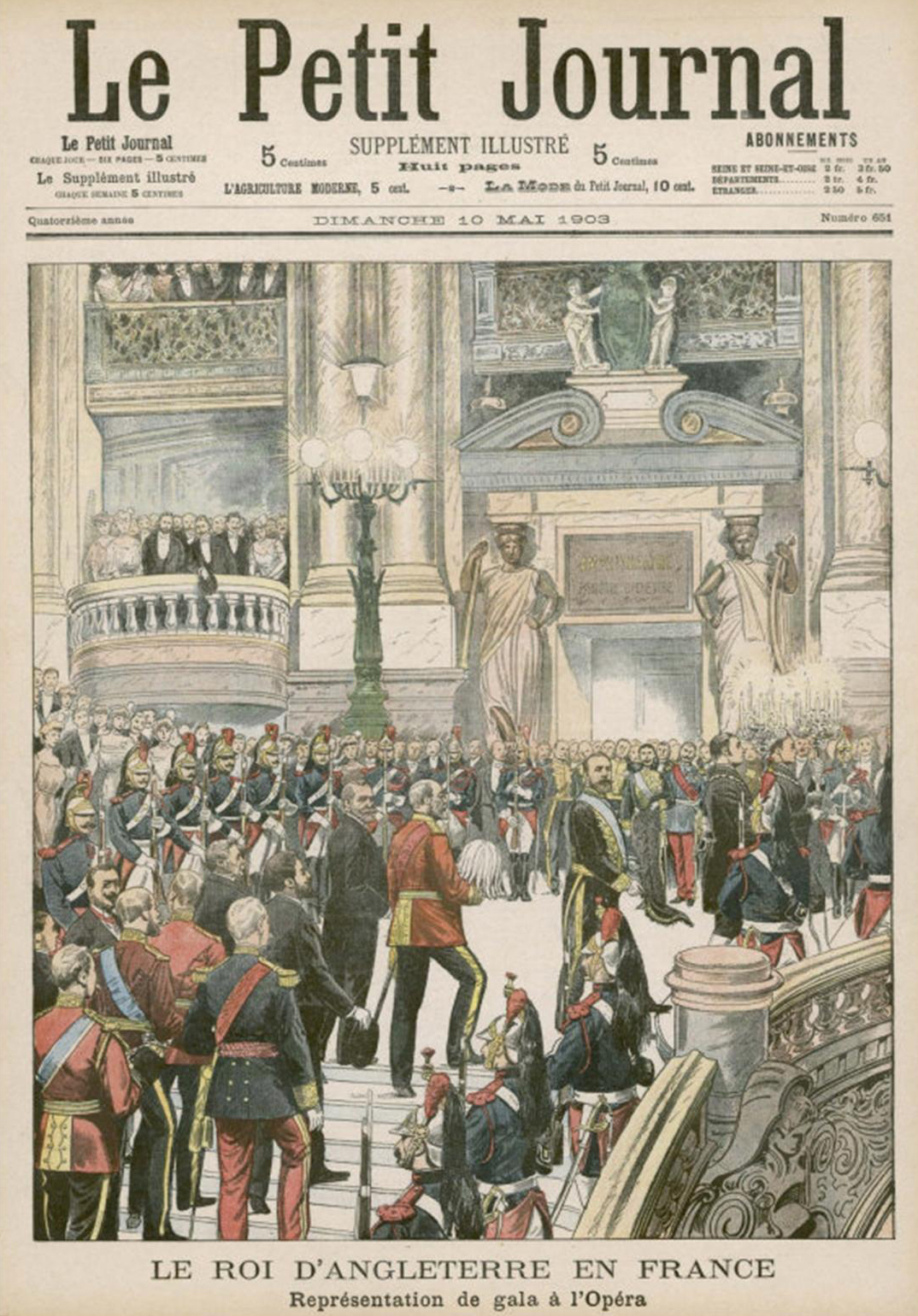
パリ国立オペラを訪問するエドワードを描いた『ル・プティ・ジュルナル』紙の表紙。

親仏派のエドワードは英仏友好を強く願っており、早期の国王としての訪仏を希望していた。ビスマルク体制下において孤立させられていたフランスは、ビスマルク失脚後にロシアやイタリアとの関係を改善して包囲から脱することに成功していた。英仏関係も1898年のファショダ事件でフランス外相テオフィル・デルカッセがイギリスに譲歩したことで友好関係に転じつつあったため、エドワードの訪仏は1903年5月にも実現した。
エドワードはフランス訪問に先立つ1903年4月にポルトガルとイタリアに立ち寄り、ポルトガル王カルロス1世、イタリア王ヴィットーリオ・エマヌエーレ3世、ローマ教皇レオ13世らと会見した（教皇との会見は非公式会見。英国王は「英国国教会首長」であるため教皇との公式会見にはアーサー・バルフォア内閣から反発があり、「非公式会見」の形式となった）。
その後1903年5月1日からフランスを訪問し、大統領官邸エリゼ宮殿で大統領エミール・ルーベと会見した。何度も訪仏していたエドワードのフランス語は流暢であり、二人はすぐにも打ち解けたという。パリのイギリス商工会議所での演説では「英仏のいがみ合いの時代は終わりました」「これまでも将来もイギリスとフランスこそが平和的な進歩と文明のチャンピオンであり、パイオニアであり、文学・芸術・科学におけるもっとも高貴な国であると確信しています」と語り、パリ市庁舎での演説では「皆さんもご存じの通り、私は若い頃からしばしばパリを訪問してきました。そしてパリに戻ってくるたびに、まるで我が家のように皆さんがもてなしてくださることは、大いなる喜びです」と述べた。
当時のフランスはまだ反英的な空気が根強かったが、エドワードの演説はフランス国民の胸を打ったようである。5月4日にパリを発つ際、沿道の人々はエドワードに対して「我らが国王陛下万歳」という言葉を叫んだ。こうした状況をフランスの『フィガロ』紙は「陛下の御言葉の一つ一つが両国関係にとって新しい時代が到来したことを約束してくれているように聞こえた」と報じている。駐仏ベルギー大使も「国民の態度がこれほど完全に変わるなんてわが国では考えられない。エドワード7世は完全にフランス国民の心を掴んだ」と本国に報告している。
エドワード訪仏の返礼としてルーベ大統領が1903年7月6日に訪英した。エドワードは首相バルフォア、外相ランズダウン侯爵とともにヴィクトリア駅まで出迎えに立った。到着した大統領とエドワードは30秒以上も堅く握手を交わした。バッキンガム宮殿で大統領のための晩餐会や舞踏会を主催し、また大統領とともにコヴェント・ガーデンの王立歌劇場でジョルジュ・ビゼーの『カルメン』、シャルル・グノーの『ロメオとジュリエット』などフランス・オペラを鑑賞した。大統領が帰国の途に就いた7月9日にもバーティはヴィクトリア駅まで見送りに出た。
このエドワード訪仏とルーベ大統領の返礼の訪英がきっかけとなり、英仏関係は深まった。またビスマルク失脚後のドイツでは皇帝ヴィルヘルム2世が「世界政策」の名のもとドイツ海軍力の大幅増強を行い、英仏のアジア・アフリカ植民地支配を脅かしており、これも英仏両国を結び付ける背景となった。外相ランズダウン侯爵は駐英フランス大使ポール・カンボンを通じてテオフィル・デルカッセ仏外相と交渉を進め、エジプト、モロッコ、ナイジェリア、シャム（タイ）、マダガスカル島、ニューヘブリディーズ諸島、ニューファンドランド島などの利権・領有権をめぐる英仏間の懸案事項を互譲的に解決した。それは最終的に1904年4月8日の英仏協商で結実した。
エドワードはこれら英仏交渉の全てを政府に任せており、直接には関係しなかったものの、フランスとの友好を棄損しそうな空気が発生するとただちにその除去のために行動した。たとえば1903年秋にドレフュス事件再審をめぐって『タイムズ』紙など英国主要新聞がフランスの反ユダヤ主義を批判する論説を載せ、フランス政府がそれに反発を示した際、エドワードは首相バルフォアに「タイムズ紙編集長を呼び出して反仏報道を止めるよう要請すべきである」と述べている（つまり言論統制してでも英仏友好を維持すべきとの考えを示した）。またフランスに割譲する植民地についての庶民院での討議の際、バルフォア首相が「イギリス領土の割譲にはイギリス議会の承諾が必要」という「失言」を行い（当時のイギリスでは「国王陛下の領土」の割譲は基本的に国王の了承だけあればよく、議会に諮る必要はないと考えられていた）、ノウルズら国王側近がこれに強い不快感を示したが、エドワードは英仏協商に水を差したくなかったため、あえてこれを追及しようとはしなかった。

##### 日露戦争をめぐって

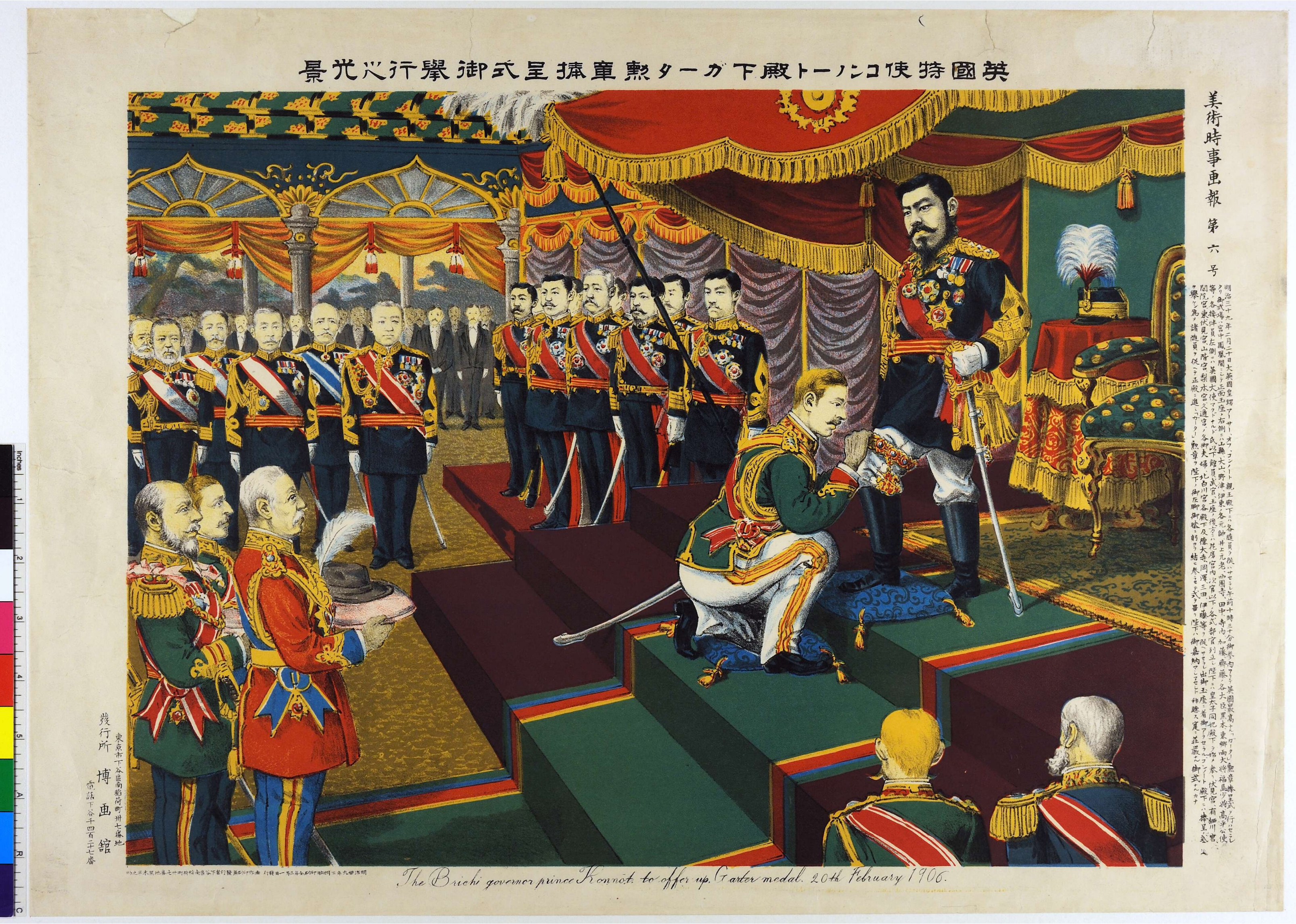
明治天皇にガーター勲章を授与するコノート公アーサー。

1904年2月に日露戦争が勃発した。エドワードは妻の甥にあたるロシア皇帝ニコライ2世（ニッキー）を昔から可愛がってきたため、個人的にはニコライを応援したがっていたが、同盟国日本を支援してロシアの拡張主義を抑えることがイギリスの国益であることは弁えていた。
エドワードは、日露講和の仲介役になるとニコライに申し出たが、ニコライは「南アフリカ戦争では誰もイギリスに停戦など迫らなかったではありませんか」と反論して断った。ついでエドワードは6月25日にドイツを非公式訪問し、甥にあたるヴィルヘルム2世と会見した（日本国内ではこれについて英独連携しての日露講和介入の前兆と推測された）。また8月12日にニコライの皇太子アレクセイ・ニコラエヴィチが誕生すると、エドワードは皇太子ジョージやヴィルヘルム2世、デンマーク王クリスチャン9世らと共にその代父となった。これをニコライとの関係改善のきっかけにしたいという思いがあったという。
10月に入るとロシアのバルチック艦隊が極東へ送られることになったが、10月21日にはドッガーバンクでイギリス漁船が日本の水雷艇と間違われてバルチック艦隊に砲撃され、多くの英漁民が救助されずに落命する事件が発生した（ドッガーバンク事件）。この事件でイギリス国内の反露世論が高まり、エドワードも覚書の中で「最も卑劣な非道である」と怒りを露わにした。ニコライは25日にエドワード宛てに謝罪文を送ったが、それに対してエドワードは「貴方が優しい心を持っており、罪のない人々が命を落としたことを悲しんでいるのは分かるが、私と我が国民は貴方の艦隊が負傷者を一切助けずに続航したことに激昂している」と怒りの返信をし、また署名も普段ニコライ宛の手紙に書く「貴方の伯父バーティ」ではなく「エドワード国王」と他人行儀に書いた。
英国内では日露戦争の戦況は日本不利と分析されていたため、1905年1月にロシア軍が守る旅順を日本軍が陥落させたとの報告を受けたエドワードは非常に驚いた様子だったという。特に連合艦隊司令長官東郷平八郎提督に感心し、彼に個人的な激励メッセージを贈っている。1905年5月の日本海海戦でバルチック艦隊が壊滅するとバルフォア率いるイギリス政府も日本との同盟延長に前向きとなり、日英間で同盟延長交渉が進められ、8月までに両国の防衛範囲をインドにも拡張させた第二次日英同盟が締結された。エドワードは日本が極東だけでなくインドでもイギリスに協力してくれることに感謝した。
外相ランズダウン侯爵はこれを機に明治天皇にガーター勲章を贈ることを提案し、首相バルフォアの了承も得て、1905年10月にエドワードにその旨を上奏した。前述したようにエドワードは勲章の儀礼にうるさい王であり、異教徒の君主にガーター勲章を贈ることを嫌った。しかしこの頃までにはだいぶ親日家になっていたエドワードはほとんど難色を示すことなく、許可を出した。これにより1906年2月にもエドワードの弟コノート＝ストラサーン公爵アーサー王子が「ガーター使節団」団長として日本に派遣され、明治天皇にガーター勲章を授与した。日本政府は使節団を歓待するため、到着日にあわせて大名行列を再演するイベントを催している。

##### 第一次モロッコ事件をめぐって

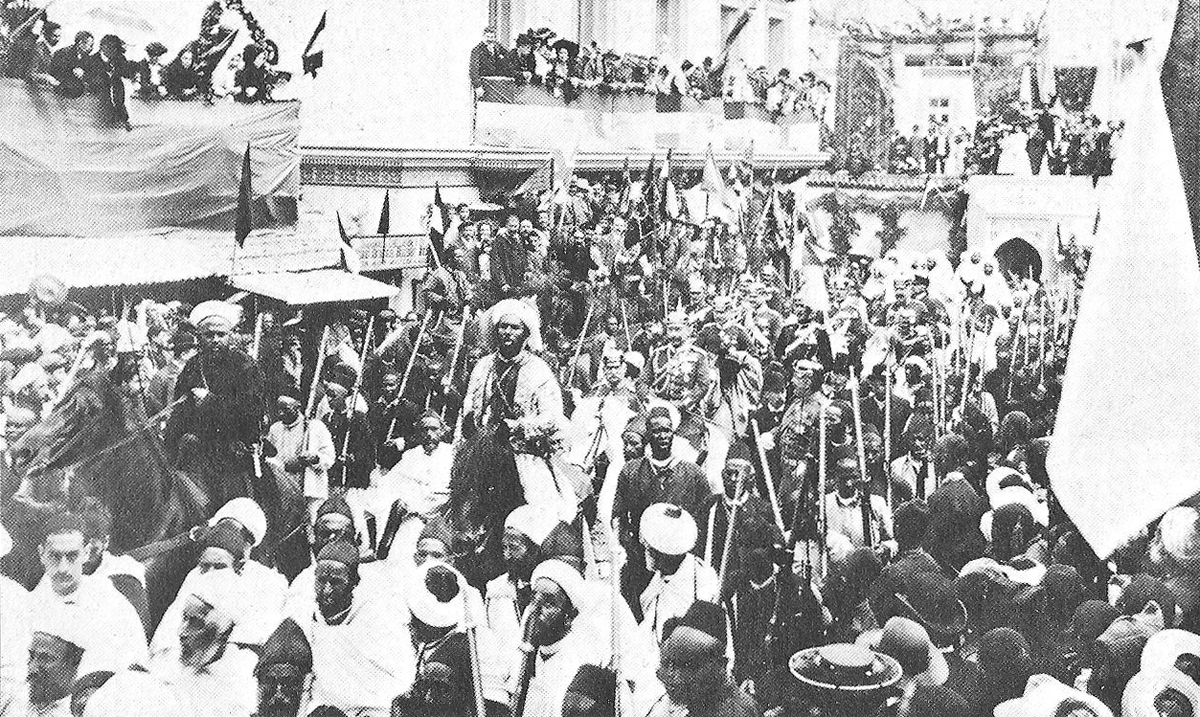
1905年3月31日、ドイツ皇帝ヴィルヘルム2世（中央）のタンジール上陸。

ドイツ皇帝ヴィルヘルム2世は1897年にアルフレート・フォン・ティルピッツ提督を海軍長官に任じて以降、海軍力増強を押し進めていた。イギリスもジョン・アーバスノット・フィッシャー提督が1904年に第一海軍卿に就任してから海軍増強を急ピッチに進め、英独は建艦競争の時代へ入ろうとしていた。
そんな中の1905年3月31日、ヴィルヘルムは、フランスが植民地化を狙っていたモロッコ・タンジールに上陸し、モロッコの領土保全と門戸開放を訴えることでフランスの植民地政策を牽制する行動に出た（第一次モロッコ事件）。その後ドイツ政府はモロッコ問題の国際会議を提唱したが、これに対してフランス政府はまず独仏の二国間会議を開くべきと反論し、両者の主張は平行線をたどった。
イギリス政府も国際会議開催には慎重だった。駐タンジール英国領事サー・ジェラルド・ロウサは「ドイツはモロッコ問題の国際会議を開くことで英仏協商を修正させたいのではないか」という報告書をエドワードに送ったが、エドワードは欄外に「平たく言えばドイツはフランスをモロッコから追い出してその後釜に座りたいだけではないか！」と書いて怒りを示している。しかしエドワードは国際会議を開いた方がフランスのモロッコ権益がより保証されると考えていたので、国際会議に反対しなかった。またフランス政府も、列強各国と交渉を重ねるうちに実際に国際会議が開かれたとしてもドイツを支持する列強はないとの確信を強め、7月頃から国際会議開催に前向きになった。独仏両国が前向きである以上、イギリス政府としても会議に反対するわけにはいかなくなった。
こうして1906年1月16日からスペインでアルヘシラス会議が開催された。モロッコの警察問題をめぐって独仏が紛糾する中の3月初旬、エドワードはフランスとの関係を強化しようとビアリッツの「オテル・デュ・パレ」の訪問を決定した（以降ここを定宿と定めて1910年の崩御まで定期的に訪問した）。その道中にパリに立ち寄り、アルマン・ファリエール大統領やモーリス・ルーヴィエ首相らと会談し、モロッコの湾岸都市の警察権を手放すつもりはないというフランスの立場に支持を表明した。
さらにエドワードは、駐イタリア・アメリカ大使ヘンリー・ホワイトを通じて日露講和を斡旋した実績のあるアメリカ大統領セオドア・ルーズベルトにこの問題でも積極的に介入してほしいと依頼した。英外相エドワード・グレイや外務省事務次官チャールズ・ハーディングは、ルーズベルトの介入に不満があったものの、結果的にはアメリカの強力なリーダシップのおかげでアルヘシラス会議は決裂することなく、4月7日に条約締結に至った。この条約によりモロッコの独立と領土の保全が保証され、モロッコにおける各国の通商の自由も保証された。また焦点だった警察問題は、モロッコの8つの湾岸都市についてフランスとスペインの警察権が認められることになり、フランス有利の結果に終わった。この会議は英仏の連携がいよいよ強固になったこと、またアメリカがモンロー主義を脱却して他の大陸の問題にも本格的に介入するようになったことを示していた。

##### 英露協商

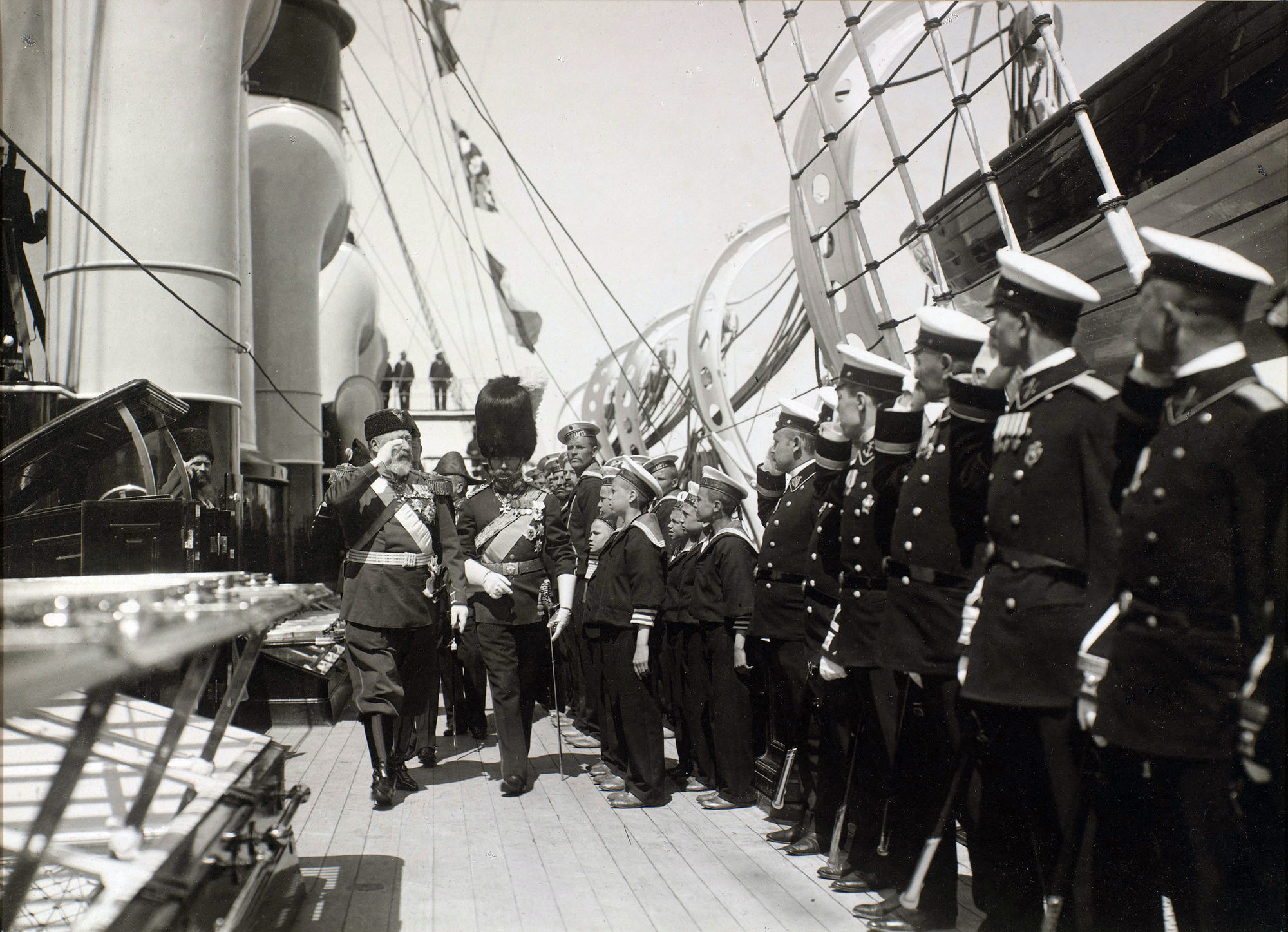
1908年6月9日、レヴァル沖に停泊するロシア皇室ヨットスタンダルト上のエドワードとニコライ2世。

日露戦争の敗戦で極東進出を阻止されたロシア皇帝ニコライ2世は、イギリスとの関係改善を志向するようになった。エドワードやイギリス政府もロシアとの関係改善に前向きだった。そのため1907年に入ると英露間で中央アジアの「グレート・ゲーム」をめぐる交渉が進展を見せ、同年8月31日に至って英露協商が締結された。これにより英露が長きにわたって争奪戦を繰り広げてきたアフガニスタンについては、ロシアへの敵対行動に利用しないとの条件付きながらイギリス勢力圏であることをロシアが確認した。またペルシャ帝国（イラン）については、北部をロシア勢力圏、南部をイギリス勢力圏とする分割がなされた。またチベットについては両国とも不干渉で合意した。この英露協商はペルシャにおいては「イギリスがペルシャをロシアに売り飛ばした」と批判されることが多かったが（この不満が1909年のペルシャ立憲革命の一因となった）、英仏協商、露仏同盟を結んでいるフランスでは英露接近は歓迎された。日本も日仏協商、日露協商の交渉を進めている時期だったので英露接近を歓迎した。
ニコライはエドワードとの直接会見を希望しており、エドワードの方もなるべく早期にロシア帝都サンクト・ペテルブルクを訪問して甥ニコライと再会することを希望していた。しかし専制王朝国家ロシアは自由主義国イギリスでは評判が悪く、英国王がロシア帝都を訪問することには反対の声が根強かった。バーティの友人には初代ロスチャイルド男爵ナサニエル・ロスチャイルドやサー・アーネスト・カッセルらユダヤ人も多いが、彼らもユダヤ人迫害（ポグロム）の中心地であるロシアの帝都を訪れることには反対していた。外相グレイも英露協商を深化させるためには英露両君主の会見が不可欠と認識しつつも、ロシア帝都で会見を行うことには難色を示した。そのためエドワードは、帝都訪問を断念し、1908年6月にレヴァル沖でニコライと会見することにした。エドワードとアリックスは、ここでニコライ、皇后アレクサンドラ（アリッキー）（エドワードの姪）、皇太后マリア（ミニー）（アリックスの妹）らと再会し、家族として抱き合った。またエドワードはこの席上でニコライを王立海軍元帥に叙した。

##### ドイツ・オーストリアとの対立

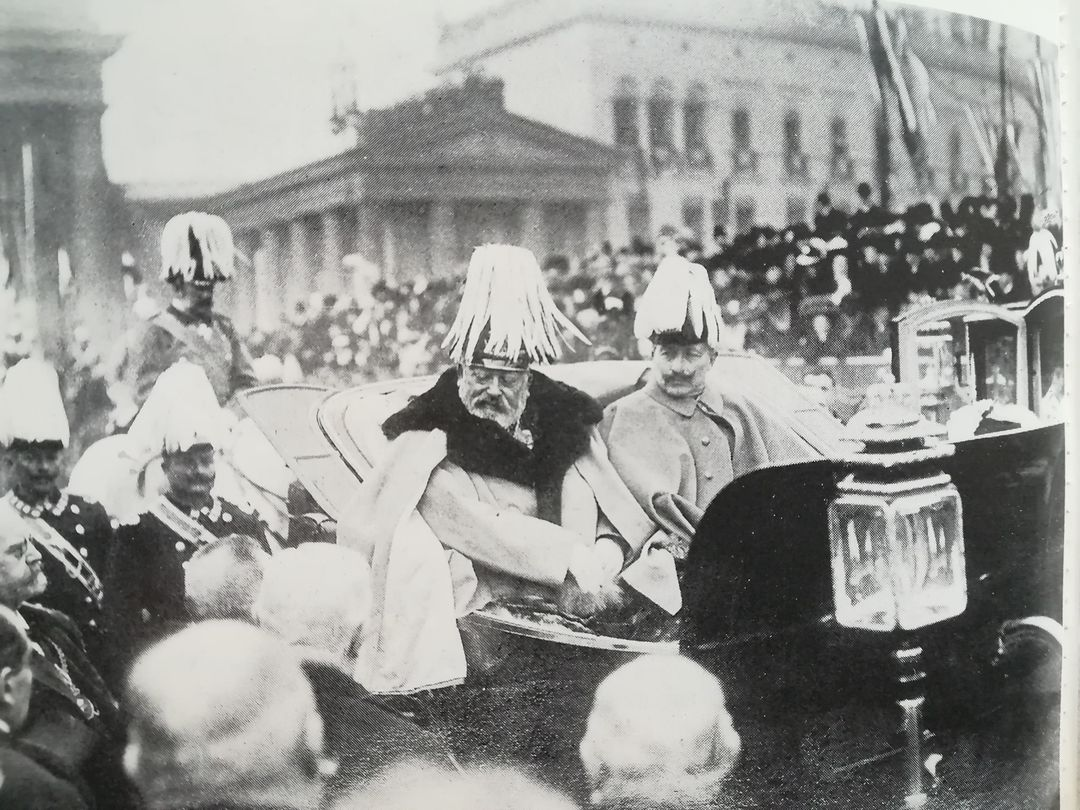
1909年2月9日、ベルリン訪問時のエドワード。ヴィルヘルム2世とともに。

英露接近が成ると、イギリスと植民地争いする国はドイツだけとなった。ドイツ皇帝ヴィルヘルム2世は、自国が孤立していることに焦り、イギリスとの関係改善を志向した。エドワードも甥との友好に前向きだったので、アルヘシラス会議後の1906年8月に外務政務次官ハーディングを伴ってドイツ・クロンベルク・イム・タウヌスのフリードリヒスホーフ城を訪問し、そこでヴィルヘルムや独外相ハインリヒ・フォン・チルシュキーと会見した。つづいて1907年8月にもハーディングを伴ってドイツ・カッセル・ヴィルヘルムスヘーエ城を訪問し、ヴィルヘルムや独首相ベルンハルト・フォン・ビューローと会見した。また1907年11月にはヴィルヘルムが訪英し、エドワードは王族一同や外相グレイとともにウィンザー城で彼を歓待した。しかしバグダッド鉄道や建艦競争など政治面での英独緊張緩和には至らなかった。
1908年8月にエドワードはハーディングを伴ってオーストリアのバート・イシュルを訪問し、オーストリア皇帝フランツ・ヨーゼフ1世やオーストリア外相アロイス・レクサ・フォン・エーレンタールと会見した。これらの会見で英墺両国は英独の建艦競争を英墺関係に影響をさせないこと、バルカン半島情勢に協力してあたることを確認した。
しかし同年9月29日にオーストリア皇帝は1878年のベルリン会議で締結されたベルリン条約に基づきオーストリアの統治下に置かれていたボスニア・ヘルツェゴビナを併合したい旨の希望をエドワード宛てに送ってきた。一か月前の会見でそんな話は全く出なかったからエドワードはこれにショックを受けた。さらに10月5日にはブルガリア公フェルディナンドがオスマン帝国からの独立、自らの称号を公から皇帝（ツァーリ）へ変えること、国名を公国から帝国に変えることを宣言した。
こうしたオーストリアやブルガリアの動きにはセルビア王国やロシアが反発した。ロシアは国際会議を提唱し、フランスがそれに同調した。エドワードやイギリス政府も友好関係に入っていたロシアに同調し、ボスニア・ヘルツェゴビナの併合・ブルガリア独立いずれもベルリン会議署名国全ての同意を得ない限り認められないという見解を示した。しかしドイツとオーストリアは国際会議開催に慎重であり、両国の合意が得られず、会議開催は不可能となった。英仏露VS独墺の構図はいよいよ深まっていった。
1908年10月28日には「デイリー・テレグラフ事件」が発生し、ドイツ皇帝ヴィルヘルムへの批判が内外で高まった。英独緊張を鎮めるため、グレイ外相はエドワードのベルリン訪問を希望した。エドワードはそれを承諾して1909年2月にベルリンを訪問した。この訪問ではバグダッド鉄道や建艦競争など両国の政治的懸案事項はハーディングとビューロウ首相の間で話し合うこととし、エドワードとヴィルヘルムの会談では政治的な話題には触れないこととした。エドワードはこの訪独時、すでに体調が悪化し始めていたが、平静を装って各種行事をこなした。しかしハーディングの方はバグダッド鉄道問題でも海軍問題でもドイツから譲歩を引き出すことはできず、両国の対立を解消させることができなかった。
エドワードの積極的な「王室外交」にも関わらず、ドイツやオーストリアとの政治的対立を緩和させられなかったのは、20世紀初頭という時代がすでに各国の王室・皇室間の友好関係だけでは動かせなくなっているという現実を如実に示すものであった。

#### 崩御
1909年4月の「人民予算」提出から1910年1月の総選挙まで庶民院の自由党と貴族院の保守党の対立激化でエドワードは9ヶ月近くにわたって休む暇がなかった。その過労で気管支炎を患い、体調は悪化し続けた。1910年3月9日になってようやく休養を許され、ビアリッツで療養生活に入ったが、体調は回復しなかった。しかもアスキス内閣が議会法案提出に動いたことで再び与野党の対立が激化したため、エドワードは4月27日にも療養を切り上げてロンドンへ戻らねばならなくなった。
5月2日に気管支炎が再び酷くなったが、無理をして公務をこなし続けた結果、5月5日にはかつてないほどに衰弱した状態に陥った。その容体を聞いたアリックスや皇太子ジョージらはただちにエドワードの元に駆け付けた。皇太子は「お父さん、『空中の魔女（Witch of the Air）』（バーティの持ち馬）がケンプトン・パークのレースで優勝しましたよ」と語りかけ、エドワードは「私も聞いたよ。本当にうれしい」と応じたという。
5月6日午後11時45分、アリックスや皇太子らに看取られながら崩御した。68歳だった。最後の言葉は「いや、私は絶対に降参しない。続けるぞ。最後まで仕事を続けるぞ」という昏睡状態の中での呟きだった。その最期を看取ったアリックスは「彼は国のために命を落とした」と語った。
エドワードの棺は5月17日にウェストミンスター・ホールへ移され、5月18日から正装安置が行われた。2日間で70万人もの国民が参列し、エドワードの崩御を悼んだ。5月20日、砲車に乗せられた棺は、軍隊と各国の要人の葬列を伴ってパディントン駅まで運ばれた。葬列には、ドイツ皇帝ヴィルヘルム2世、ロシア皇帝の弟ミハイル・アレクサンドロヴィチ大公、日本皇族伏見宮貞愛親王、前アメリカ大統領セオドア・ルーズベルト、フランス外相ステファン・ピションなどが参列した。駅から列車でウィンザー城のセント・ジョージ礼拝堂まで輸送され、そこでカンタベリー大主教らによる葬送礼拝が執り行われた後、埋葬された。
- イングランド・レディング駅前のエドワード7世像。
- イングランド・リヴァプールのロイヤル・リバー・ビルディング（英語版）前のエドワード7世像（2009年撮影）
- スコットランド・アバディーンにあるエドワード7世像（2007年撮影）
- オーストラリア・メルボルン・ヴィクトリア女王庭園（英語版）にあるエドワード7世像（2005年撮影）
- オーストラリア・アデレードにあるエドワード7世像（2010年撮影）
- カナダ・モントリオール・フィリップス広場（英語版）にあるエドワード7世像（2011年撮影）
- カナダ・トロント・女王公園（英語版）にあるエドワード7世像（2007年撮影）
- フランス・パリ9区・エドワード7世広場（フランス語版）にあるエドワード7世像（2011年撮影）。「9区 (パリ)#映画館・劇場」も参照。

## 人物

### 母への恐怖
母ヴィクトリア女王が長きにわたって在位したため、60年にもわたって皇太子だった。
彼は子供の頃から両親に出来が悪いと評価され、50歳代になっても母から公務に関わることを許されなかった。ヴィクトリア女王は「無能」な息子が自分より長生きしないことを祈ってさえいたという。
彼は皇太子時代を通じて母の影に怯えながら暮らした。52歳の時、ある晩餐会に遅刻し、身体を小さくしながら自分の席へ向かおうとしたが、はるか正面席の女王から鋭い一瞥をされ、震えあがり、自分の席まで行けず、しかし帰るわけにもいかず、柱の陰で立ち尽くしたということがあったという。エドワードは「私としては永遠なる父に祈りを捧げるのは別にかまわない。しかし英国広しといえど、永遠なる母に悩まされているのは私だけだろう」と述べたことがあった。
ヴィクトリア朝を代表する二人の対称的な首相、ベンジャミン・ディズレーリとウィリアム・グラッドストンは女王・皇太子への接し方も対称的だった。女王に忠実なディズレーリは「皇太子に伝令の写しを送ることを拒絶はしないが、その場合にはそれほど重要ではない文書を送るように」という女王からの指示に従って、エドワードに重要な書類を見せなかった。対して女王との関係が悪いグラッドストンは様々な機密文書を女王に無断でエドワードに見せていた。エドワードもグラッドストンに深く感謝し、グラッドストンの葬儀に際しては恐らく初めて母の意思に反する形で彼の葬儀に出席している。

### 放蕩

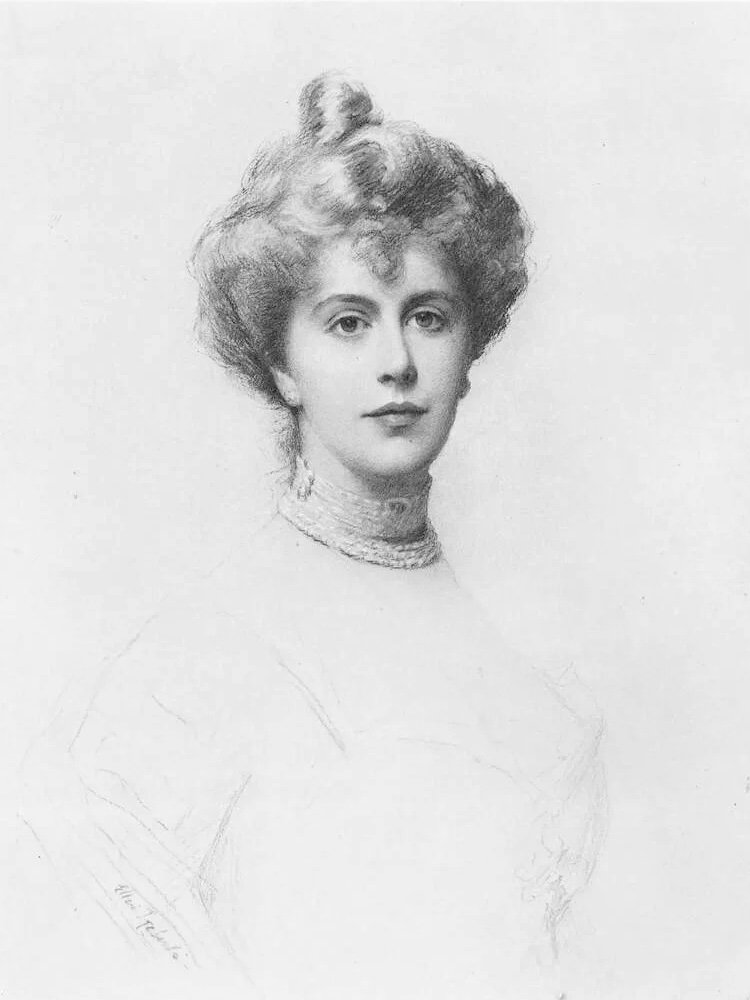
1898年から崩御まで愛人だったアリス・ケッペルを描いた絵。

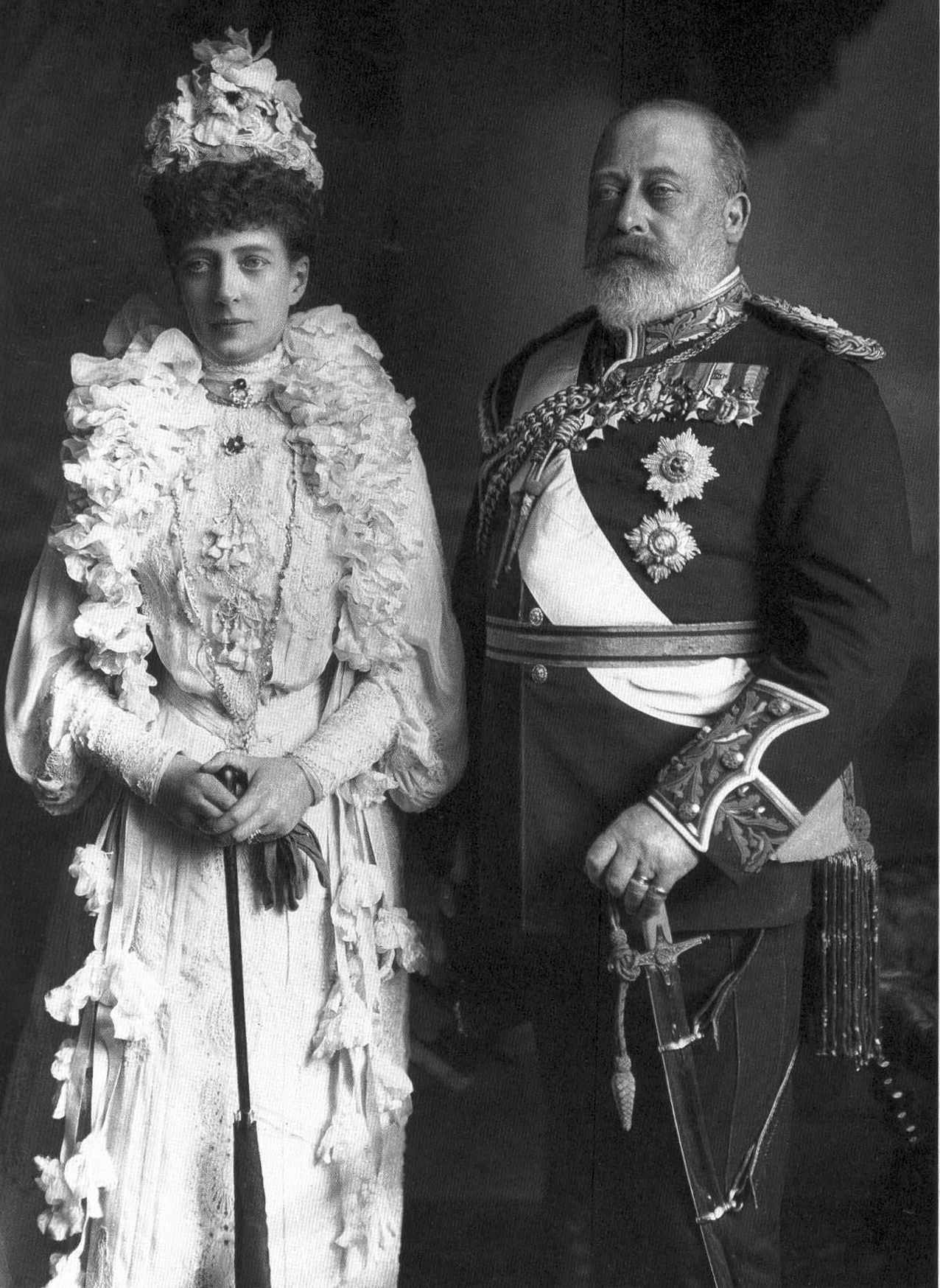
エドワード7世と王妃アレクサンドラ

皇太子時代、エドワードは公務から排除されていたため、そのエネルギーは放蕩に向いた。20歳の時にはじめて女性と寝たエドワードは、以降売春婦を除いて101人の女性と関係を持ったという。恋愛問題をめぐってランドルフ・チャーチル卿（後の英国首相ウィンストン・チャーチルの父）に決闘を申し込んだこともある。
数多い愛人の中でも特にエドワードから寵愛を受け、常に彼と一緒にあった愛人が3人おり、彼女たちは「ロイヤル・ミストレス（Royal mistress）」と俗称された。その最初の一人は、1877年5月に知り合い、1880年に別れたリリー・ラングトリーだった。ジャージー出身の平民の人妻だが、美人で気立てが良く、身の程をわきまえていたのでヴィクトリア女王や妃アリックスからも気に入られていた（リリーはアリックスに対して常に下手に出たため、アリックスはリリーに対して嫉妬しなかったという）。
つづいて1889年から1897年までウォリック伯爵夫人デイジー・グレンヴィルを「ロイヤル・ミストレス」にした。彼女はメイナード子爵家の令嬢で第5代ウォリック伯フランシス・グレンヴィルの妻だった。エドワードは彼女を相談相手の妻のように扱い、「デイジー・ワイフ」と呼んでいた。デイジーは貴族社会で気立てが良いと評判でヴィクトリア女王からの覚えもよかったが、貴族出身だけに下手に出ることがなかったため、アリックス妃から強い敵意を抱かれた。やがてデイジーは社会主義運動にのめり込み、政治面でもエドワードに影響を及ぼすようになった。1894年にエドワードは貴族院で「貧民街改善案」を訴えているが、これはデイジーの影響だったという。しかしデイジーの社会主義傾倒が深まりすぎるとエドワードとの思想面での距離が広がり、結局二人は1897年に別れることになった。
その後1898年早春から国王即位を挟んで1910年の崩御までアリス・ケッペル夫人を「ロイヤル・ミストレス」にした。彼女はスコットランドの準男爵家の出身で、第7代アルビマール伯爵ウィリアム・ケッペルの三男ジョージ・ケッペルと結婚していた。エドワードとは27歳の年の差があったが、彼女はエドワードが落ち込んでいる時には励まし、エドワードが疳癪を起こせば耐え忍び、エドワードが病気になれば献身的に看病するという「高齢者向き」の愛人だったため、エドワードは片時も彼女を手放さなかった。エドワードの即位時には彼女の去就が注目されたが、結局国王となった後もエドワードは皇太子時代以上に彼女を寵愛した。やがて彼女は「La Favorita（お気に入り）」と渾名されるようになった。アリスへのアリックス妃の反応はリリーほど好感をもっていないが、デイジーほど嫌ってもいないという雰囲気だったという。しかしエドワード崩御後にアリックス妃はアリスをただちに宮殿から退去させている。また皇太子ジョージ（ジョージ5世）はアリスを嫌っていた。

### ラブチェアー
パリで最も豪華な売春宿であるル・シャバネの常連客であり、同時に2人の女性と性行為を行うという性交嗜好を満たすために特別に設計された椅子、ラブ・チェアーが設置されていた。

### 「ピースメーカー」
即位前に放蕩家として国内外に浮き名を流したため、イギリス史上最大の愚王となるのではと不安視されたが、実際に即位した後には外交問題を中心に活躍して有能な王であることを内外に知らしめた。
彼の9年間という短い在位期間にイギリスは昔からの敵国フランスとロシア、また東洋の新興国日本と連携関係を創ることができた。そのため「ピースメーカー」と呼ばれた。
エドワード7世にはヴィルヘルム2世の黄禍論のような人種的偏見はなかった。若い頃のインド訪問時、白人の非白人に対する横柄な態度を見て、彼は眉をひそめていた。
フランスについてはエドワード7世は若い頃から親仏派だった。最初の訪仏の際、ナポレオン3世に「貴方の国は立派な国です。私は貴方の息子になりたいです」と述べたことはよく知られている。ただ彼の親仏は母ヴィクトリア女王の親独方針に反発しての部分も大きかったようである。
一方イギリスのフランス・ロシア・日本への接近によって孤立することになったドイツ皇帝ヴィルヘルム2世は叔父エドワードをドイツ包囲網の中心人物と恨んでいた（ただし、ロシアとの同盟を解消したのはドイツであり、日本に三国干渉を仕掛けるなど嫌われる行動、孤立する行動をヴィルヘルム二世は自分からとっている）。彼は1907年に宴会の席でエドワードについて「悪魔め！彼は計り知れないほど恐ろしい悪魔だ」と公言した。晩年にも回顧録の中でエドワードこそが第一次世界大戦の元凶と断じている。ヴィルヘルムによればエドワードはイギリス政府の方針に沿って行動していた立憲君主ではなく、彼独自の政治的野心で行動していた人物で、その野心のためにドイツ包囲網を築いたのだという。

### 競馬
- 詳しくはエドワード7世と競馬を参照。

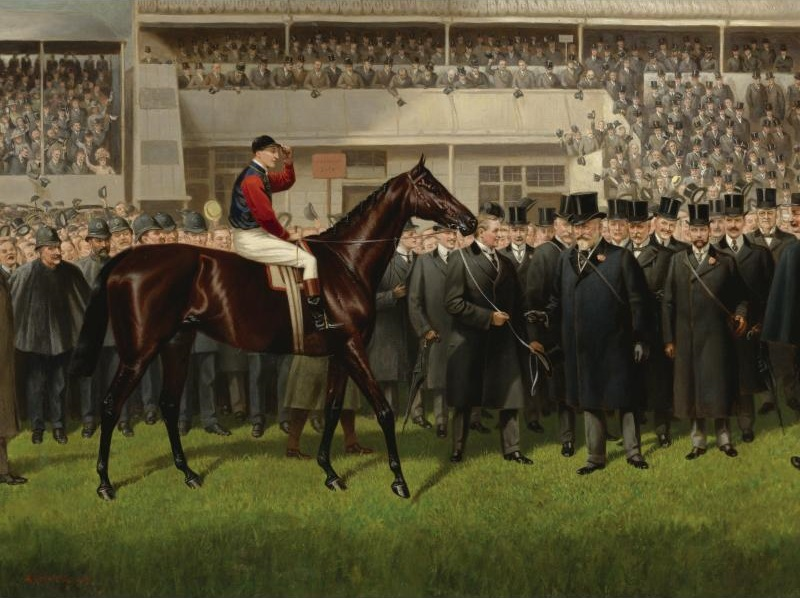
ダービー優勝直後のミノルとエドワード7世。エドワード7世に手綱が手渡される瞬間を描いている。紫地に金の飾緒、緋色の袖、黒帽子の王室の服色も確認できる。

エドワード7世は皇太子時代から競馬に熱心だった。1864年にイギリス競馬会（ジョッキークラブ）の会員になり、馬主としてデビューした。大学時代の友人第8代準男爵サー・フレデリック・ジョンストンとヘンリー・スタートの二人が、エドワードが競馬に入れあげるきっかけとなった人物だという。他にエドワードの競馬仲間に、ヘンリー・チャップリン（のち初代チャップリン子爵）、第4代ヘイスティングズ侯爵ヘンリー・ロードン=ヘイスティングズがいた。
1885年にはサンドリンガムに牧場を開設してサラブレッド生産を始めた。その生産馬で1896年に1000ギニーを勝ってクラシック競走初優勝、同年6月にはパーシモンでダービーをレコード勝ちし、1822年のヨーク公フレデリック以来の74年ぶりの王族によるダービー優勝となった。パーシモンは翌年に古馬最高峰のゴールドカップも制し、引退して種牡馬になるとイギリスの種牡馬チャンピオンとなった。1900年には自家生産馬でイギリス最大の障害競走グランドナショナル優勝（王族として史上初）、ダイヤモンドジュビリーで2000ギニー、ダービー、セントレジャーの三冠制覇（2017年現在、王族として唯一の例）、この年の馬主チャンピオン・生産者チャンピオンとなった。
国王即位後も、1909年にミノルで2000ギニーとダービーを制した。現役の国王としてのダービー優勝は2017年時点で唯一の例である。この優勝は第9代準男爵サー・チャールズ・レスター（Sir Charles Byrne Warren Leicester, 9th Baronet、1896年–1968年）によって「おそらく競馬の歴史のなかでももっとも有名なもの」と評されている。

王族としての競馬での活躍は王室人気に貢献した。最初のダービー優勝の様子は映画になってイギリス、オーストラリア、ニュージーランドなどで放映された。アスコット競馬場ではエドワード7世を記念して「キングエドワード7世ステークス」が行われているほか、プリンスオブウェールズステークスもエドワード7世の王太子時代に創設されたものである。

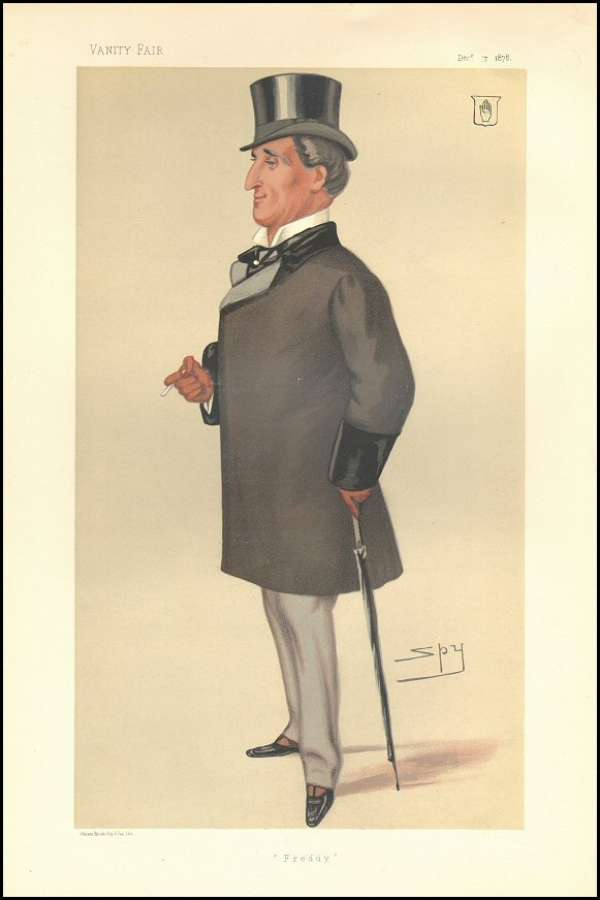
第8代準男爵サー・フレデリック・ジョンストン
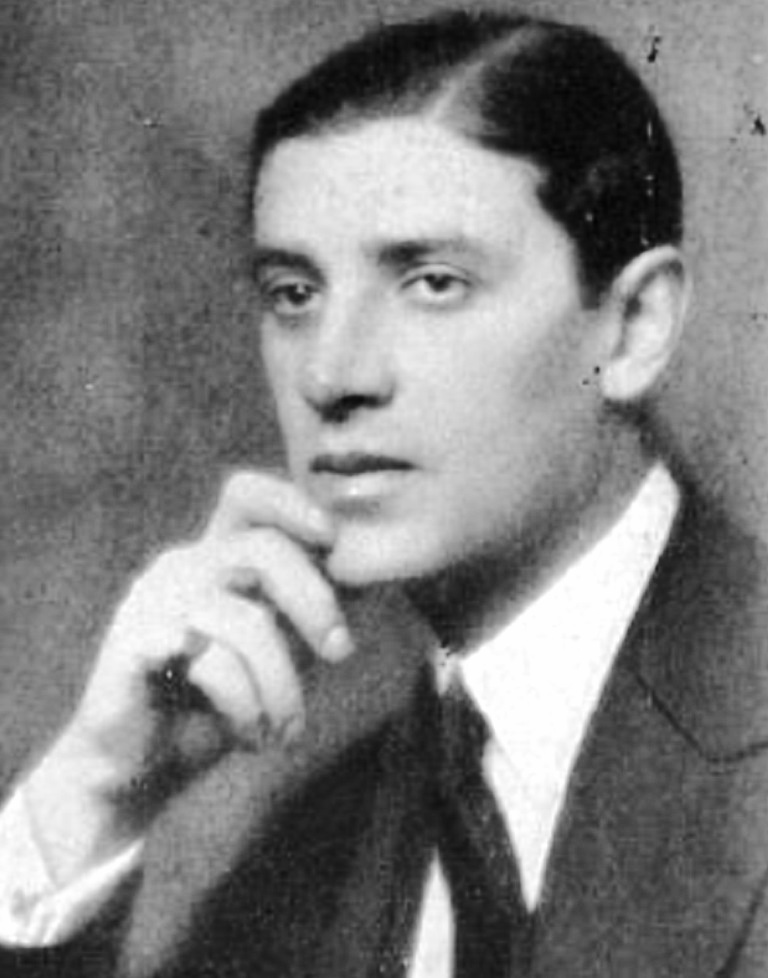
ヘンリー・スタート（英語版） （のち初代アリントン男爵（英語版））
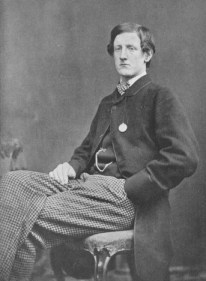
ヘンリー・チャップリン （のち初代チャップリン子爵）
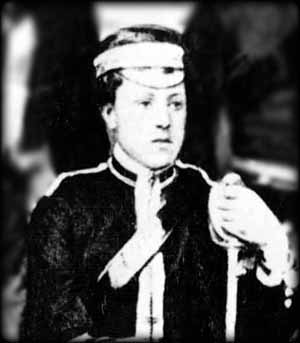
第4代ヘイスティングズ侯爵ヘンリー・ロードン=ヘイスティングズ

### ファッション
皇太子時代からファッションリーダーとして名をはせており、その影響は現代でも見てとれる。例えばディレクターズスーツはエドワード7世の発案とされている。これはそれ以前にはあくまで室内着、あるいはカジュアルに近い服装とされていた３つ揃いのスーツを、フロックコート、モーニングコートに次ぐ礼装として調えたものであり、エドワード7世自身が着用することで礼服としての地位が示された。また、この格好と合わせられるホンブルク帽を有名にしたのも他ならぬエドワード7世である。さらに、グレンチェック模様の服を皇太子時代から好んで着用したために、この模様には「プリンス オブ ウェールズ」という呼び名があり、また今でもそう呼ばれている。ネクタイの結び方の種類に「プリンス・アルバート」というものがある。これは、結び目を小さく形作る方法である。

### その他
- 1868年にスウェーデン王カール15世(スウェーデン・グランドロッジのグランドマスター)の手でフリーメイソンに加入した[189]。1870年からイングランド・連合グランドロッジのグランド・マスターを務めた。即位に際して辞職した[190]。ただメイソンリー活動にはさほど熱心ではなかったようである[191]。
- ドイツ皇帝ヴィルヘルム2世、ロシア皇帝ニコライ2世の伯父にあたるため、「ヨーロッパの伯父さん」と渾名された[192]。
- プリンス・オブ・ウェールズとしての在任期間が長いため「プリンス・オブ・ウェールズ島」など「プリンス・オブ・ウェールズ」の名がつけられた固有名詞はエドワード7世に由来するものが多い。
- 自動車への関心も高く、1907年にはそれ以前からイギリスに存在した自動車クラブを改称する形で王立自動車クラブ（RAC）の設立を命じた[193]。
- コナン・ドイルのシャーロック・ホームズシリーズの1作『高名な依頼人』にも、直接の名指しはされないが事件の依頼人として登場する。20世紀のミステリ作家ピーター・ラヴゼイには、エドワード皇太子を主人公とした長編シリーズを３作、刊行している。

## 栄典

### 爵位・君主号
- 1841年11月9日、コーンウォール公爵（即位まで）[194]
- 1841年11月9日、ロスシー公爵（即位まで）[194]
- 1841年12月8日、チェスター伯爵（即位まで）[194]
- 1841年12月8日、プリンス・オブ・ウェールズ（即位まで）[194]
- 1901年1月22日、イギリス国王[194]
- 1902年8月9日、戴冠。正式な称号は「神の恩寵による、グレートブリテン及びアイルランド連合王国ならびに海外のドミニオンの国王、信仰の擁護者、インド皇帝（By the Grace of God, of the United Kingdom of Great Britain and Ireland, and of the British Dominions beyond the Seas, King, Defender of the Failth, Emperor of India）」[194]

### 勲章
- 1858年11月9日、ガーター勲章勲爵士（KG）[194]
- 1867年5月24日、シッスル勲章勲爵士（KT）[194]

### 外国勲章
エドワードは38か国から65種類の勲章をもらっており、これはイギリス歴代国王の中でも女王エリザベス2世に次ぐ数である。エドワードが外国から授与された勲章に以下のような物がある。以下、国名五十音順。カッコ内の年代は授与された年。
- エチオピア帝国：ソロモン勲章（1874年）、メネリク2世勲章、エチオピアの星勲章（1902年）
- オーストリア帝国：聖シュテファン勲章（ドイツ語版）（1867年）、ツェーリンゲン獅子勲章
- オスマン帝国：オスマン勲章（英語版）（1862年）、オスマン皇室勲章（1902年）、メディジ勲章（トルコ語版）
- オランダ：ネーデルラント獅子勲章（オランダ語版）（1849年）
- ギリシャ王国：贖主勲章（ギリシア語版）（1862年）
- サルデーニャ王国：聖マウリッツィオ・ラザロ勲章
- スウェーデン：熾天使勲章（スウェーデン語版）（1864年）、カール13世勲章（スウェーデン語版）（1868年）、ヴァーサ勲章（スウェーデン語版）
- スペイン：金羊毛勲章（1852年）、カルロス3世勲章（スペイン語版）（1876年）
- タイ王国：白象勲章・大チャクリー勲章（1880年）
- デンマーク：エレファント勲章（1864年）、ダンネブロ勲章（1864年）
- 日本：大勲位菊花大綬章（1886年）、大勲位菊花章頸飾（1902年）
- ノルウェー：聖オーラヴ勲章（1906年）
- ハワイ王国：カラカウア王室勲章（英語版）（1881年）、カメハメハ勲章（英語版）
- ブラジル帝国：南十字星勲章（1872年?）
- フランス：レジオンドヌール勲章（1863年）
- ブルガリア王国：アレクサンダル勲章（ブルガリア語版）
- プロイセン王国：黒鷲勲章（1842年/1858年）、黒鷲勲章頸飾（1869年）、赤鷲勲章（ドイツ語版）、ホーエンツォレルン王家勲章
- ベルギー：レオポルド勲章（オランダ語版、フランス語版）
- ペルシャ帝国：ライオンと太陽勲章（英語版）
- ポルトガル王国：塔と剣勲章（ポルトガル語版）
- ルーマニア王国：ルーマニアの星勲章（ルーマニア語版）（1882年）、カロル1世勲章
- ロシア帝国：聖アンドレイ勲章（ロシア語版）（1844年）、聖アレクサンドル・ネフスキー勲章、白鷲勲章（ロシア語版）、聖アンナ勲章（ロシア語版）、聖スタニスラフ勲章（ロシア語版）、聖ウラジーミル勲章（ロシア語版）（1881年）

この他、ドイツ帝国領邦諸国などからも勲章をもらっている。

### 名誉職
- 1863年、科学技術産業振興協会（王立技芸協会）会長[197]

## 子女
アリックス王妃との間に3男3女を儲けた。

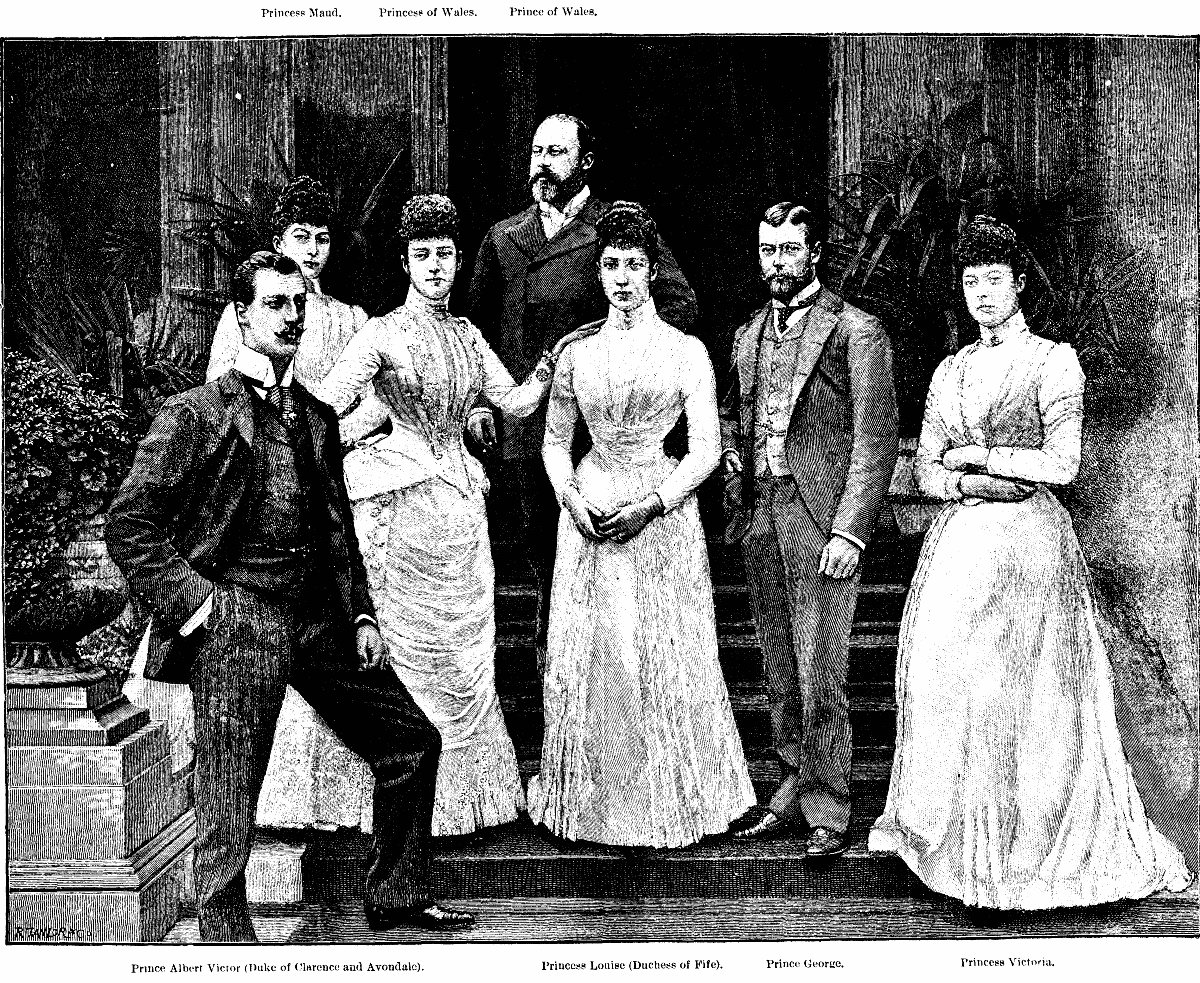
エドワードと家族（1891年）

- アルバート・ヴィクター（1864年-1892年） クラレンス公。愛称エディ
- ジョージ・フレデリック・アーネスト・アルバート（1865年-1936年） 次代国王ジョージ5世
- ルイーズ・ヴィクトリア・アレクサンドラ・ダグマー（1867年-1931年） ファイフ公爵アレグザンダー夫人
- ヴィクトリア・アレクサンドラ・オルガ・メアリー（1868年-1935年）
- モード・シャーロット・メアリー・ヴィクトリア（1869年-1938年） ノルウェー国王ホーコン7世妃
- アレクサンダー・ジョン・チャールズ・アルバート（1871年、夭折）

- エドワードと妃アリックスと長男エディ（ラウリッツ・タクセン画）
- エドワードと次男ジョージ（1890年）